# María Teresa I de Austria
María Teresa de Austria (Viena, 13 de mayo de 1717-Viena, 29 de noviembre de 1780) fue la primera y única mujer que gobernó sobre los dominios de los Habsburgo y la última jefa de la casa de Habsburgo, pues a partir de su matrimonio la dinastía pasó a llamarse Casa de Habsburgo-Lorena.
Fue archiduquesa y soberana de Austria, Hungría, Bohemia y Croacia, duquesa de Mantua, Milán, Galitzia y Lodomeria, Parma y los Países Bajos Austríacos desde 1740 hasta su muerte. Por su matrimonio con Francisco I, fue también emperatriz consorte del Sacro Imperio Romano Germánico, duquesa de Lorena y gran duquesa de Toscana. Está considerada como una déspota ilustrada y fue la cabeza de uno de los Estados más importantes de su época, pues gobernó gran parte de la Europa Central.
Su reinado de 40 años comenzó con la muerte de su padre Carlos VI, en octubre de 1740. Su ascenso al trono solo fue posible con la promulgación de la Pragmática Sanción de 1713, ya que los territorios de los Habsburgo estaban regidos por la Ley Sálica, que impedía la sucesión femenina. (Crankshaw, 1969, p. 11-12) Cuando este murió, Sajonia, Prusia, Baviera y Francia rechazaron el documento que habían reconocido como legítimo hasta entonces. Prusia invadió la provincia de Silesia y provocó un conflicto de nueve años, conocido como la guerra de sucesión austríaca. Más tarde, María Teresa intentaría sin éxito reconquistar Silesia durante la guerra de los Siete Años.
Se casó con Francisco Esteban de Lorena, el futuro Francisco I del Sacro Imperio Romano Germánico, y tuvo con él 16 hijos, entre ellos las reinas María Antonieta de Austria y María Carolina de Austria, la duquesa María Amelia de Habsburgo-Lorena y dos emperadores del Sacro Imperio Romano Germánico: José II y Leopoldo II (ambos cogobernantes de Austria y Bohemia, junto con su madre). (Dawson Beales, 1987, p. 39)
María Teresa fue responsable de la mayoría de las grandes reformas financieras y educativas realizadas en sus dominios, con el apoyo del conde Federico Guillermo de Haugwitz y Gottfried van Swieten, promovió el comercio, desarrolló la agricultura y reorganizó el ejército austriaco, lo que fortaleció la posición internacional de Austria. Sin embargo, se negó a permitir la tolerancia religiosa, lo que hizo que sus contemporáneos calificaran su régimen como prejuicioso y supersticioso. (Dawson Beales, 1987, p. 69) Como joven monarca que luchó en dos guerras dinásticas, María Teresa creía que su causa debería ser la de sus súbditos, pero, en sus últimos años, pasó a creer que su causa era la que debía prevalecer. (Treasure, 1985, p. 410)

## Primeros años
María Teresa era la segunda hija del matrimonio formado por Carlos VI del Sacro Imperio Romano Germánico e Isabel Cristina de Brunswick-Wolfenbüttel. Nació la mañana del 13 de mayo de 1717 en el Palacio Imperial de Hofburg, en Viena, poco después de que muriera su hermano mayor y heredero imperial, Leopoldo Juan. Fue bautizada por la noche ese mismo día y tuvo como madrinas a su abuela, la emperatriz Leonor Magdalena de Palatinado-Neoburgo (viuda de Leopoldo I) y su tía, la emperatriz Guillermina Amalia de Brunswick-Luneburgo, viuda de José I). (Morris, 2007, p. 21-22) En la ceremonia del bautismo, la joven heredera fue llevada por sus primas, las archiduquesas María Josefa y María Amalia (hijas de José I) bajo la atenta mirada de la emperatriz viuda Guillermina. (Crankshaw, 1969, p. 17)(Mahan, 2007, p. 5-6)
Su abuelo, Leopoldo I, había tenido 16 hijos, de los que pocos llegaron a la edad adulta. Fue sucedido por su hijo José I, que solo tuvo hijas y quien a su vez fue sucedido por su hermano Carlos VI. Estaba claro que ella sería la heredera del trono, a pesar de que Leopoldo I había dictado un decreto (que habían firmado todos sus hijos) en el que daba prioridad a las hijas de José I. (Crankshaw, 1969, p. 17)(Mahan, 2007, p. 5-6) Carlos VI era el último miembro varón de la casa de Habsburgo y esperaba engendrar un heredero que pudiera sucederlo para impedir así la extinción de la dinastía. El nacimiento de María Teresa fue una gran decepción, no solo para su padre (que nunca pudo superar no tener un heredero varón), sino para todos los vieneses. (Mahan, 2007, p. 11-12)(Morris, 2007, p. 8)

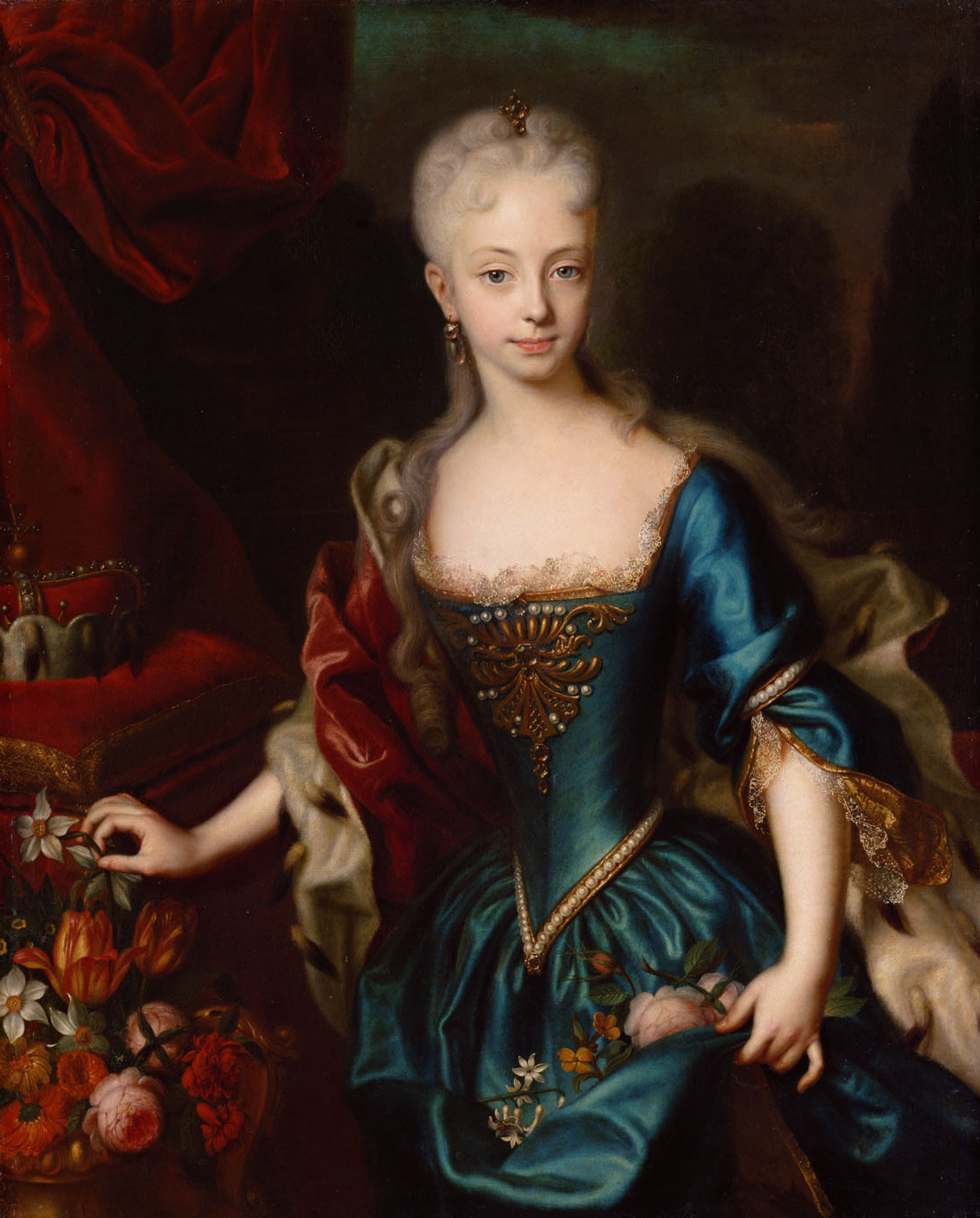
La archiduquesa María Teresa en 1727, por Andreas Möller. Las flores que lleva sobre su vestido representan la fertilidad y la expectativa de engendrar hijos en la edad adulta.

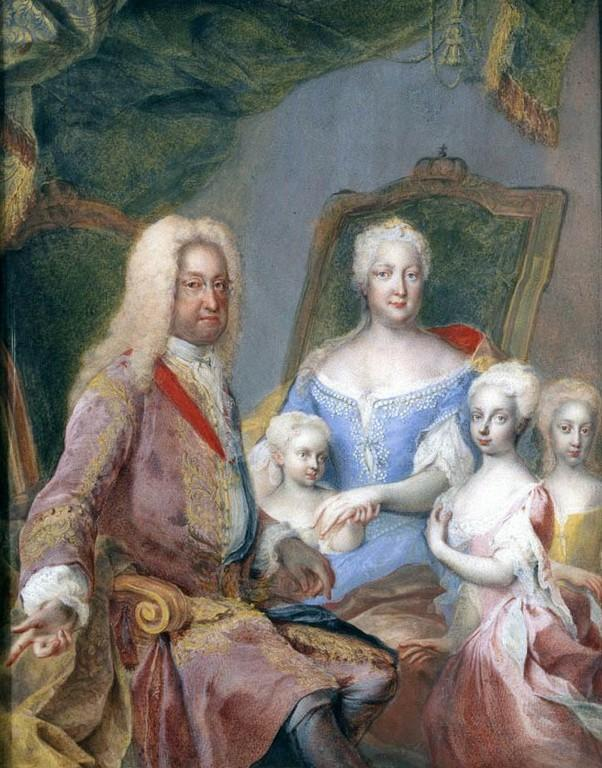
María Teresa, con sus hermanas María Ana y María Amalia junto a sus padres, por Martin van Meytens.

María Teresa sustituyó a María Josefa como heredera presunta de los dominios de los Habsburgo desde que nació. La Pragmática Sanción emitida por Carlos VI en 1713 colocaba a sus hijas a la cabeza de la línea sucesoria, en detrimento de sus sobrinas. (Ingrao, 2000, p. 129) Carlos buscó la aprobación de otras potencias europeas para desheredar a sus sobrinas. Esos países impusieron duras condiciones para apoyar al emperador: por el tratado de Viena, Gran Bretaña exigía el cierre de las actividades de la Compañía de Ostende. (Crankshaw, 1969, p. 24) La Pragmática Sanción fue reconocida por Gran Bretaña, Francia, Sajonia-Polonia, Países Bajos, España, (Jones, 2002, p. 89) Venecia, (Crankshaw, 1969, p. 37) los Estados Pontificios, (Crankshaw, 1969, p. 37) Prusia, Rusia, (Crankshaw, 1969, p. 37) Dinamarca, Cerdeña, Baviera y el Reichstag del Sacro Imperio. No obstante, Francia, España, Sajonia-Polonia, Baviera y Prusia retiraron posteriormente su reconocimiento.
Poco más de un año después de su nacimiento, María Teresa tuvo una hermana, la archiduquesa María Ana, que nació el 18 de septiembre de 1718. Después, en 1724, nació la archiduquesa María Amalia, que murió a los seis años. Los retratos de la familia imperial muestran que María Teresa se parecía bastante a su madre. (Mahan, 2007, p. 23) El embajador prusiano dejó constancia de que tenía unos grandes ojos azules, pelo claro ligeramente rojizo, boca grande y un cuerpo robusto. (Treasure, 1985, p. 410)(Mahan, 2007, p. 228) Sus padres y sus abuelos no estaban emparentados entre sí y María Teresa fue uno de los pocos Habsburgo cuyos antepasados no tenían restos de consanguinidad.
María Teresa era una niña seria y reservada a la que le gustaba practicar canto y tiro con arco. (Morris, 2007, p. 22) Su padre le prohibió montar a caballo, pero aprendió lo básico de equitación para la ceremonia de coronación húngara. La familia imperial tenía la costumbre de representar escenas de óperas, muchas veces conducidas por el propio Carlos VI, en las cuales María Teresa participaba con entusiasmo. (Crankshaw, 1969, p. 19-21) Su educación estuvo a cargo de los jesuitas que, según sus contemporáneos, no le dieron la educación adecuada. Su ortografía y su puntuación eran pobres y no utilizaba un lenguaje formal al expresarse. María Teresa estableció una estrecha relación de amistad con la condesa Marie Karoline von Fuchs-Mollard, que fue designada por su madre para enseñarle etiqueta. Recibió clases de dibujo, pintura, música y danza —disciplinas que únicamente la educaban para ser reina consorte—. (Mahan, 2007, p. 22) Con la autorización de su padre, María Teresa asistía a las reuniones del Consejo de Estado desde que tenía 14 años, pero no podía discutir los asuntos políticos. (Morris, 2007, p. 28) Aunque dedicó las últimas décadas de su vida a intentar asegurar la herencia de su hija, Carlos VI siempre deseó el nacimiento de un hijo varón y nunca preparó a su hija para su futuro papel de soberana. (Crankshaw, 1969, p. 20) (Browning, 1995, p. 37)

## Matrimonio

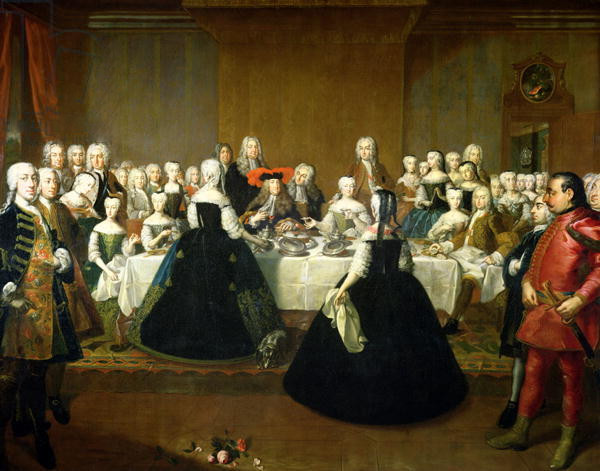
María Teresa y Francisco de Lorena en su banquete de boda, por Martin van Meytens.

La cuestión sobre el matrimonio de María Teresa comenzó a tratarse cuando esta aún era una niña. Inicialmente se concertó un compromiso con Leopoldo Clemente de Lorena, que debería ir a Viena en 1723 para conocerla. No obstante, el príncipe murió de viruela el 4 de junio de ese año, con solo dieciséis años. (Mahan, 2007, p. 24-25)
El hermano de Leopoldo, Francisco Esteban de Lorena, fue invitado a visitar Viena en su lugar. Aunque el príncipe era el candidato favorito para casarse con María Teresa, (Crankshaw, 1969, p. 22) el emperador también consideró otras posibilidades. No obstante, diferencias religiosas impidieron el compromiso matrimonial con el calvinista Federico de Prusia. En 1725, Carlos VI propuso la unión de María Teresa con Carlos de España —un año mayor— y de María Ana con el infante Felipe. Sin embargo, otras potencias europeas lo obligaron a abandonar el pacto firmado con la reina viuda Isabel Farnesio, ya que el matrimonio de los herederos de los tronos de España y Austria destruiría el llamado «equilibrio europeo». María Teresa, que ya se había enamorado de Francisco, se sintió aliviada porque las negociaciones no llegaran a buen puerto. (Mahan, 2007, p. 26)(Morris, 2007, p. 25-26)
Francisco Esteban permaneció en la corte austriaca hasta 1729, cuando ascendió al trono de Lorena, (Mahan, 2007, p. 27) pero el compromiso con María Teresa solo se oficializó el 31 de enero de 1736, durante la guerra de sucesión polaca. (Mahan, 2007, p. 37) Luis XV de Francia le exigió al prometido de María Teresa que entregara el ducado de Lorena como compensación a su suegro, Estanislao I, que había sido depuesto. Francisco Esteban recibió el gran ducado de Toscana tras la muerte del gran duque Juan Gastón de Médici, que no tenía herederos. (Crankshaw, 1969, p. 25) La ceremonia de boda se celebró el 12 de febrero de 1736. (Mahan, 2007, p. 38)

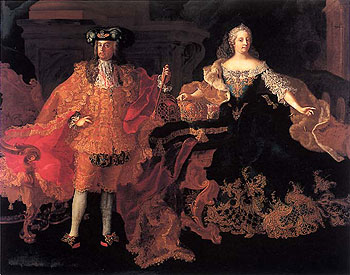
María Teresa y Francisco Esteban, por Peter Kobler von Ehrensorg.

El amor de la duquesa de Lorena por su marido era fuerte y posesivo. (Mahan, 2007, p. 261)(McGill, 1972, p. 43) Las cartas que ella le envió poco antes de la boda expresaban sus ansias por verle; mientras que las de él, al contrario, eran formales. (Leland Goldsmith, 1936, p. 55)(Mahan, 2007, p. 39) María Teresa era extremadamente celosa y la infidelidad del marido fue su mayor problema durante el matrimonio. (Mahan, 2007, p. 261-262)(Pick, 1966, p. 260) María Guillermina von Neipperg, princesa de Auersperg, fue la amante más famosa de Francisco. (Mahan, 2007, p. 262-263)(Leland Goldsmith, 1936, p. 171-172)(Morris, 2007, p. 85)
Con la muerte de Juan Gastón, el 9 de julio de 1737, Francisco Esteban cedió el ducado de Lorena y se convirtió en gran duque de Toscana. En 1738, Carlos VI envió a la joven pareja para hacer su entrada oficial como los nuevos soberanos del país. Para el evento se erigió un arco de triunfo en la Porta Galla, un monumento que aún sigue en pie. Sin embargo, su estancia en Florencia fue breve, pues el emperador Carlos, que temía morir sin tener a su heredera cerca, los llamó de vuelta a Viena. (Crankshaw, 1969, p. 19-21) En el verano de 1738, Austria sufrió derrotas en el transcurso de la guerra ruso-turca. Los turcos le dieron la vuelta a las victorias austriacas en Serbia, Valaquia y Bosnia. Los vieneses se rebelaron por los costes de la guerra y despreciaron a Francisco Esteban, llamándolo «cobarde espía francés». (Crankshaw, 1969, p. 26) La guerra terminó el año siguiente con la firma del Tratado de Belgrado.

## Reinado

### Ascenso al trono

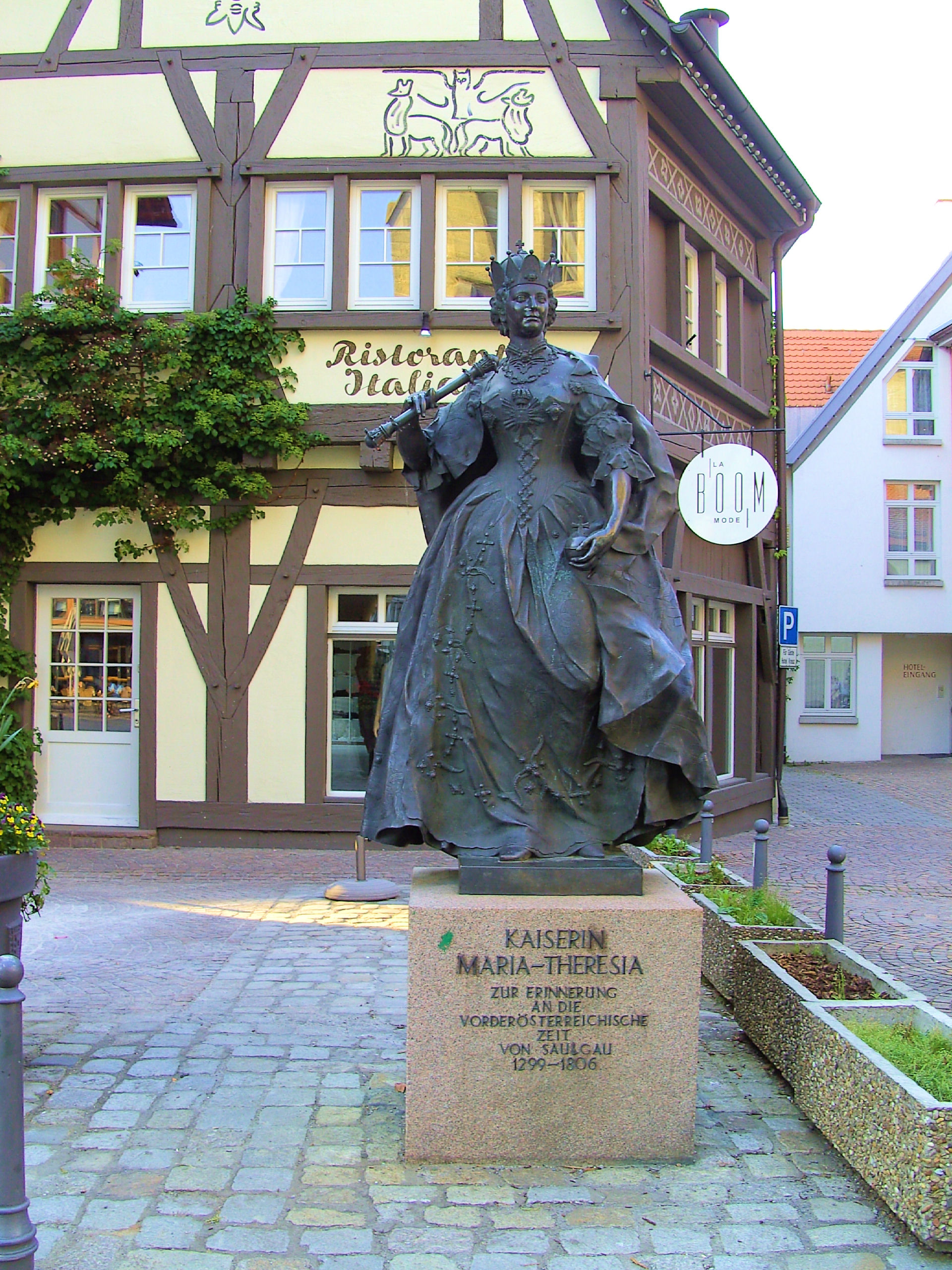
Estatua de María Teresa (Bad Saulgau).

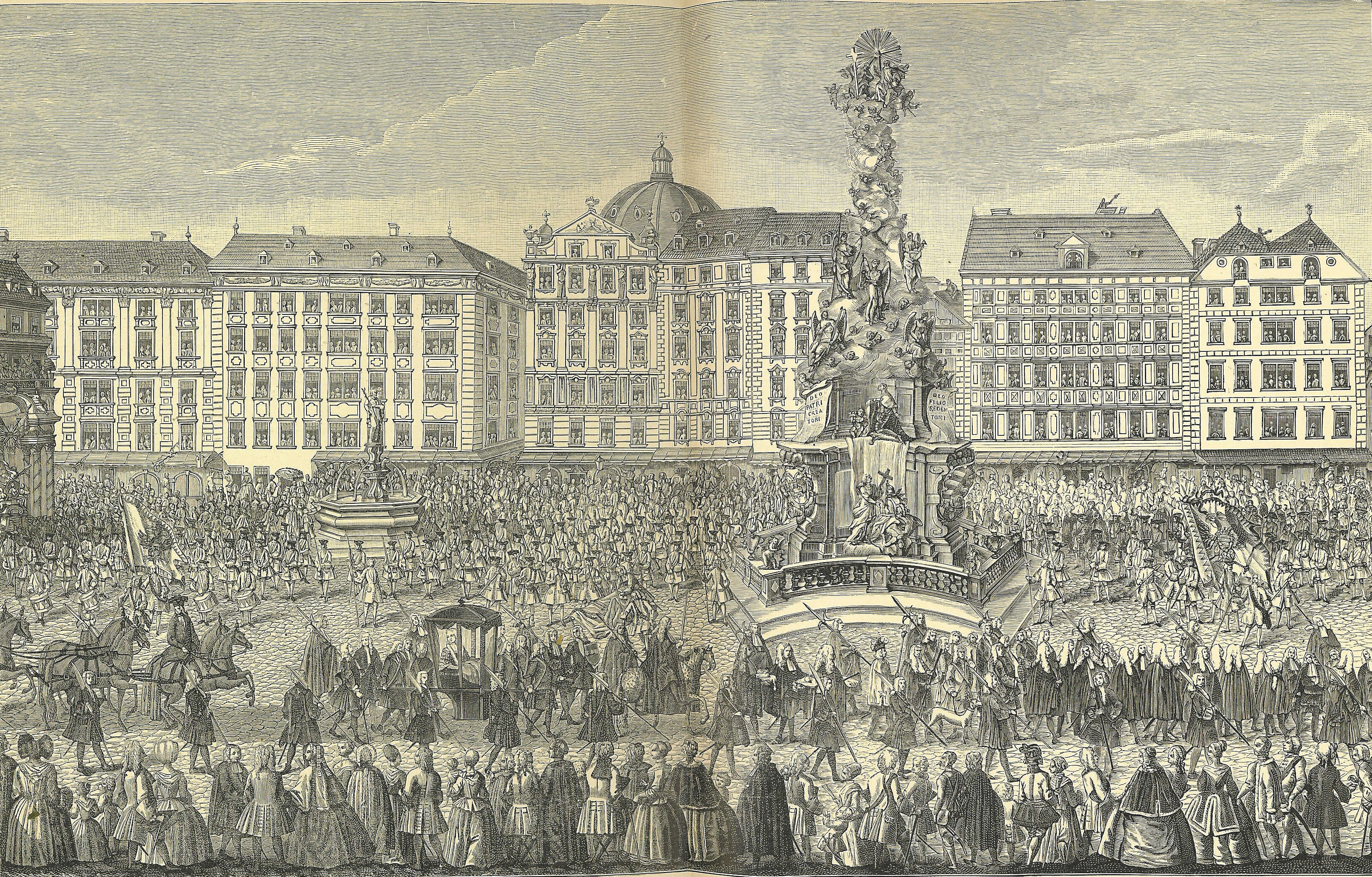
Cortejo de María Teresa por Der Graben el 22 de noviembre de 1740. La soberana embarazada se encamina a la catedral de San Esteban de Viena para asistir a la misa solemne antes de los homenajes por su ascenso al trono.

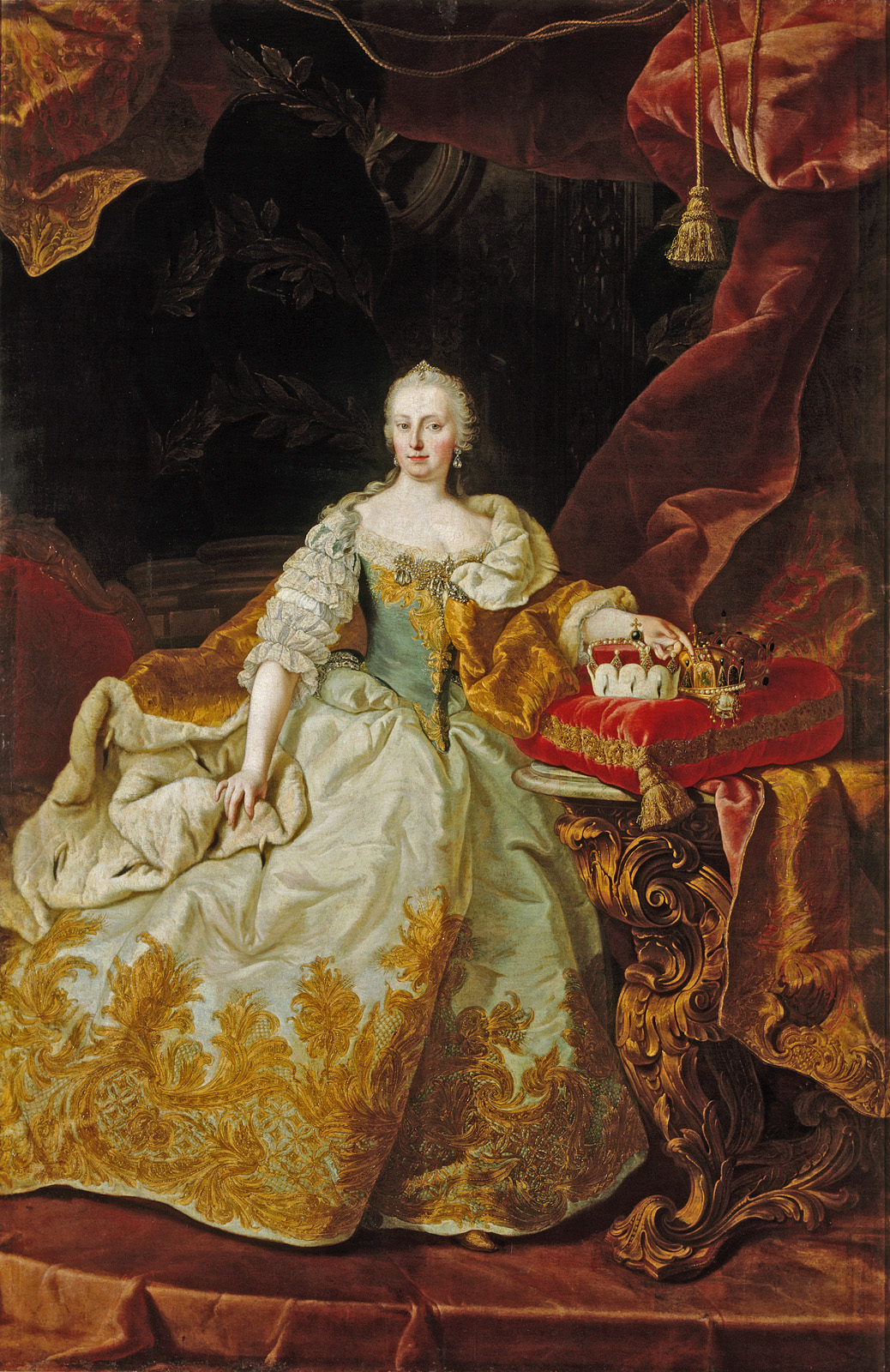
María Teresa como reina de Hungría en 1744.

Carlos VI murió el 20 de octubre de 1740 en el Palacio Augarten en Viena, probablemente debido a la ingestión de setas venenosas. Este había ignorado los consejos del príncipe Eugenio de Saboya para concentrarse en fortalecer el tesoro y equipar al ejército en vez de recoger firmas de apoyo de monarcas aliados. (Ingrao, 2000, p. 129) El emperador, que se dedicó durante todo su reinado a asegurar el cumplimiento de la Pragmática Sanción, dejó a Austria arruinada económicamente, situación agravada con las recientes guerras ruso-turca y de sucesión polaca. (Crankshaw, 1969, p. 3) El tesoro contenía únicamente 100 000 florines, que fueron reivindicados por su viuda. (Morris, 2007, p. 47) El ejército contaba con solo 80 000 hombres, muchos de los cuales no habían recibido sus salarios, pero que, aun así, eran extremadamente leales a su nueva soberana. (Saperstein, 1996, p. 33)(Roider, 1973, p. 22, 103)
María Teresa se encontraba en una situación difícil: no sabía lo suficiente sobre cuestiones de Estado ni sabía cuán débiles eran los ministros de su padre. Decidió seguir los consejos paternos y mantuvo a sus consejeros, aunque dejó al marido, a quien consideraba más experimentado, el resto de los asuntos. Estas decisiones, aunque consideradas normales, se mostrarían poco útiles. Diez años después, María Teresa recordó con amargura, en su Testamento político, las circunstancias en las que asumió el trono: «Me encontré sin dinero, sin crédito, sin ejército, sin experiencia ni conocimiento de mi condición y, finalmente, sin nadie para aconsejarme, pues todos esperaban ver cómo las cosas iban a evolucionar». (Browning, 1995, p. 37)(Dawson Beales, 1987, p. 24)
Descartó la posibilidad de que otros países pudieran apoderarse de sus territorios e inmediatamente comenzó a afianzar la dignidad imperial. (Browning, 1995, p. 37-38) Ya que las mujeres no podían ser elegidas soberanas del Sacro Imperio Romano Germánico, María Teresa deseaba asegurar la dignidad para su marido —algo difícil, pues Francisco Esteban no poseía grandes territorios ni una posición destacada entre los príncipes electores—. Para que pudiera ser considerado elegible al trono imperial y tuviese derecho al voto como elector de Bohemia (lo que ella no podía hacer por ser mujer), María Teresa convirtió a Francisco Esteban en corregente de las tierras de Austria y Bohemia el 21 de noviembre de 1740. (Dawson Beales, 1987, p. 183) No obstante, la Dieta de Hungría tardó más de un año en aceptar al príncipe como corregente. (Browning, 1995, p. 38)(Dawson Beales, 1987, p. 188-189) A pesar del amor que sentía y de su posición de corregente, María Teresa nunca permitió que su marido decidiese sobre los asuntos de Estado y, muchas veces, lo echaba de las reuniones del consejo cuando no estaba de acuerdo en algún punto. (Roider, 1973, p. 8) La primera exhibición de autoridad de la nueva soberana fue el homenaje formal que prestaron los estados de la Baja Austria el 22 de noviembre de 1740. Fue un acto público que sirvió como demostración oficial del reconocimiento y de la legitimación de su ascenso al trono. El juramento de fidelidad a María Teresa fue proferido ese mismo día en Hofburg. (Spielman, 1993, p. 207)

### Guerra de sucesión austriaca

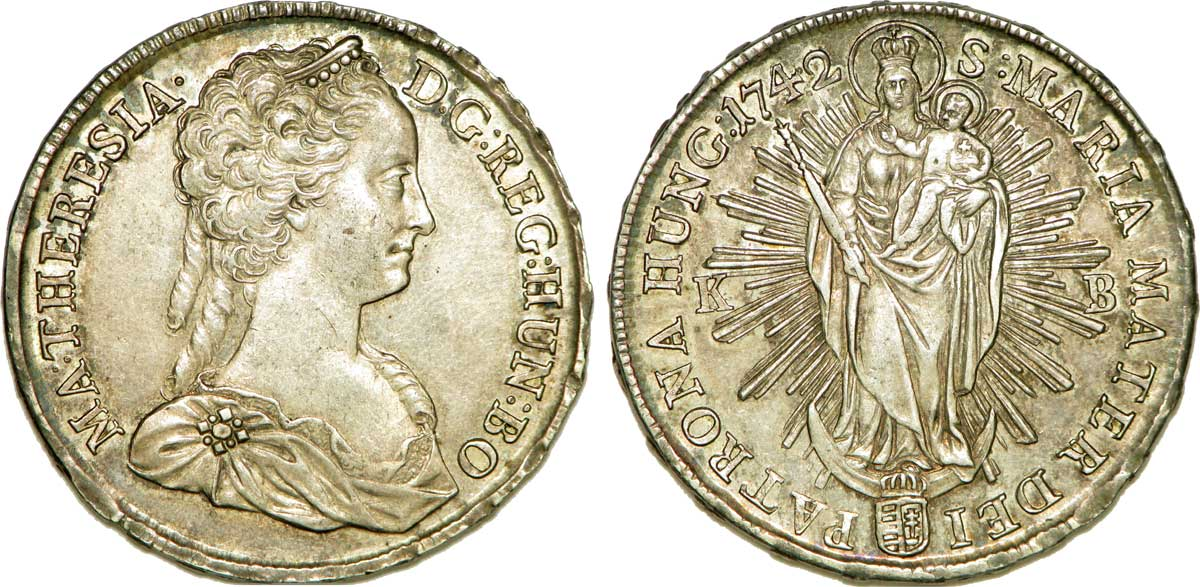
María Teresa I de Austria, 1742.

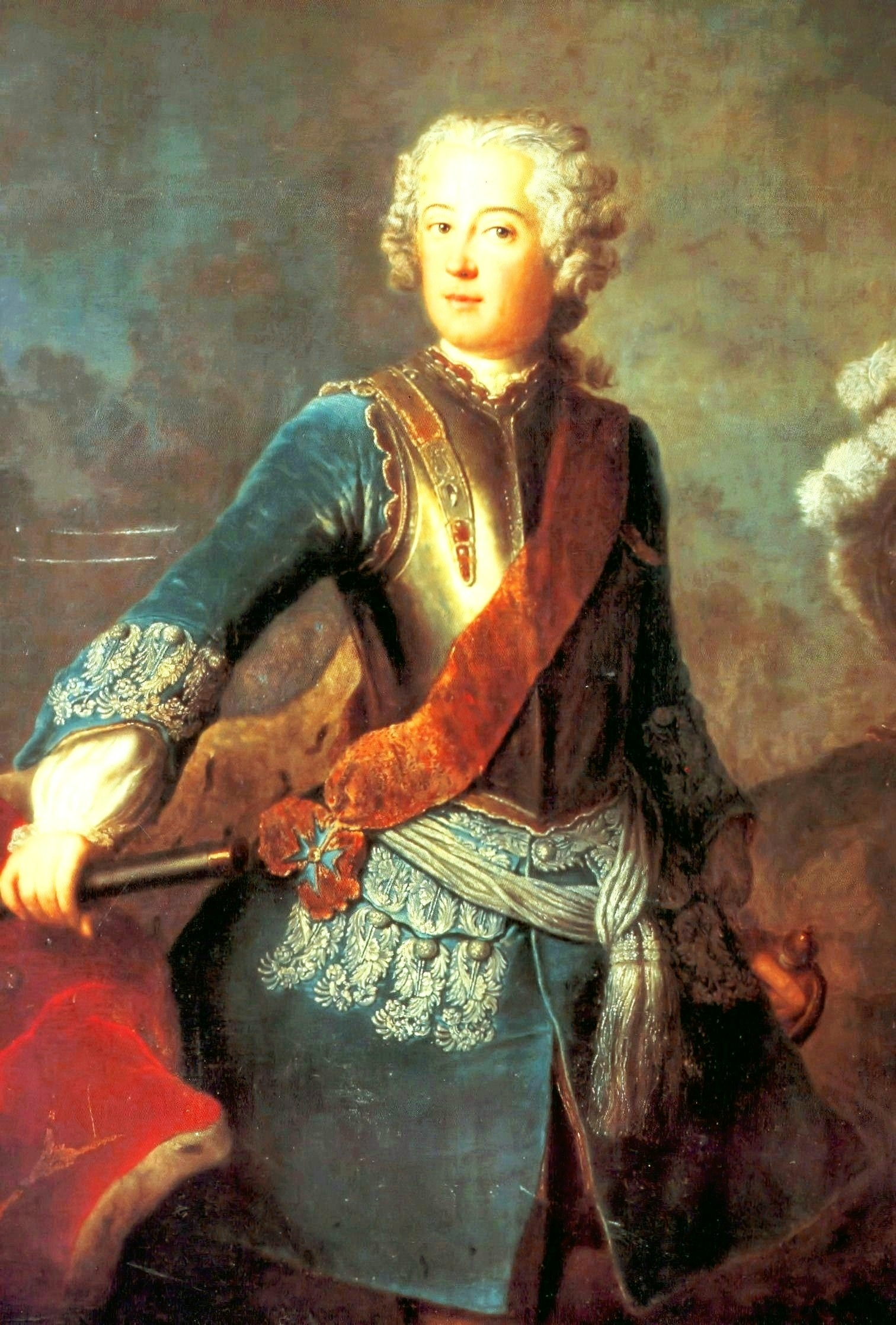
Federico II de Prusia, el archienemigo de María Teresa (a quien llamaba «ese hombre malo») por Antoine Pesne.

Poco después de que María Teresa subiera al trono, algunos de los monarcas europeos que habían reconocido su derecho al trono rompieron sus promesas de apoyo. Isabel de Farnesio y Carlos Alberto de Wittelsbach, elector de Baviera, casado con la prima de esta, María Amelia de Austria, y apoyado por su emperatriz viuda Guillermina, exigieron su parte de la herencia. (Morris, 2007, p. 47) La emperatriz consiguió en 1740 el reconocimiento del rey Carlos Manuel III de Cerdeña, que no había aceptado anteriormente la Pragmática Sanción. (Browning, 1995, p. 38)
En diciembre, el rey Federico II de Prusia invadió Silesia —dando inicio a la primera guerra de Silesia, 1740-1742— y exigió la posesión de la entonces provincia de los Habsburgo amenazando con aliarse contra María Teresa si esta se negaba. La emperatriz decidió luchar por la provincia, la más rica en yacimientos minerales. (Crankshaw, 1969, p. 43) Federico le propuso un acuerdo: él defendería los derechos al trono de María Teresa si ella le cedía, al menos, una parte de Silesia. Francisco Esteban no veía con malos ojos el acuerdo, pero María Teresa y sus consejeros rechazaron la propuesta ante el temor de que cualquier violación a la Pragmática Sanción pudiera invalidar el conjunto del documento. (Browning, 1995, p. 43) La firmeza de la emperatriz convenció al marido de que deberían luchar por Silesia, pues ella confiaba en que recuperaría la «joya de la Casa de Austria». (Browning, 1995, p. 42, 44)
Como Austria disponía de pocos comandantes con experiencia, María Teresa convocó al mariscal Wilhelm von Neipperg, que había sido encarcelado por su padre debido a sus fracasos en la guerra contra los turcos. (Browning, 1995, p. 44) Neipperg asumió el mando de las tropas austriacas en marzo y, en abril de 1741, Austria sufrió una derrota estrepitosa en la batalla de Mollwitz. (Browning, 1995, p. 52-53) Francia llegó a elaborar un plan para repartir las posesiones austriacas entre Prusia, Baviera, Sajonia y España. (Crankshaw, 1969, p. 56) Cuando el mariscal Charles Fouquet, duque de Belle-Isle, se unió a Federico II en Olomouc, en Viena cundió el pánico, así como entre los consejeros de María Teresa que no esperaban que Francia los traicionase. Francisco Esteban instó a su esposa María Teresa a que intentara aproximarse a Prusia, tal y como había hecho con Gran Bretaña. (Crankshaw, 1969, p. 57) María Teresa estuvo de acuerdo, aunque reticente, con respecto a las negociaciones. (Crankshaw, 1969, p. 58)
Contra todo pronóstico, María Teresa recibió un apoyo significativo desde Hungría. (Browning, 1995, p. 66) Su coronación como «rey» de los húngaros se produjo en la catedral de San Martín en Bratislava el 25 de junio de 1741, tras meses negociando con la Dieta y perfeccionando sus habilidades como amazona, necesarias para la ceremonia. En julio, los intentos de conciliación se habían desmoronado totalmente. El elector de Sajonia, antiguo aliado de María Teresa, se convirtió en su enemigo (Crankshaw, 1969, p. 75) y Jorge II de Gran Bretaña declaró la neutralidad del elector de Hanóver. (Crankshaw, 1969, p. 77) Una vez más, la soberana necesitaba la ayuda de Hungría y, para obtenerla, concedió favores a los nobles húngaros, adulándolos sin atender a la totalidad de sus exigencias. Ya había logrado su apoyo anteriormente, cuando llegó a Bratislava en septiembre de 1741, con la esperanza de persuadir a la Dieta para que se convocase y reconociera a Francisco Esteban como corregente. Al alcanzar sus objetivos, demostró sus dones teatrales abrazando triunfalmente a su hijo y heredero José ante la Dieta, con lo que consiguió la simpatía de los nobles. (Browning, 1995, p. 67)(Mahan, 2007, p. 122)(Morris, 2007, p. 74)

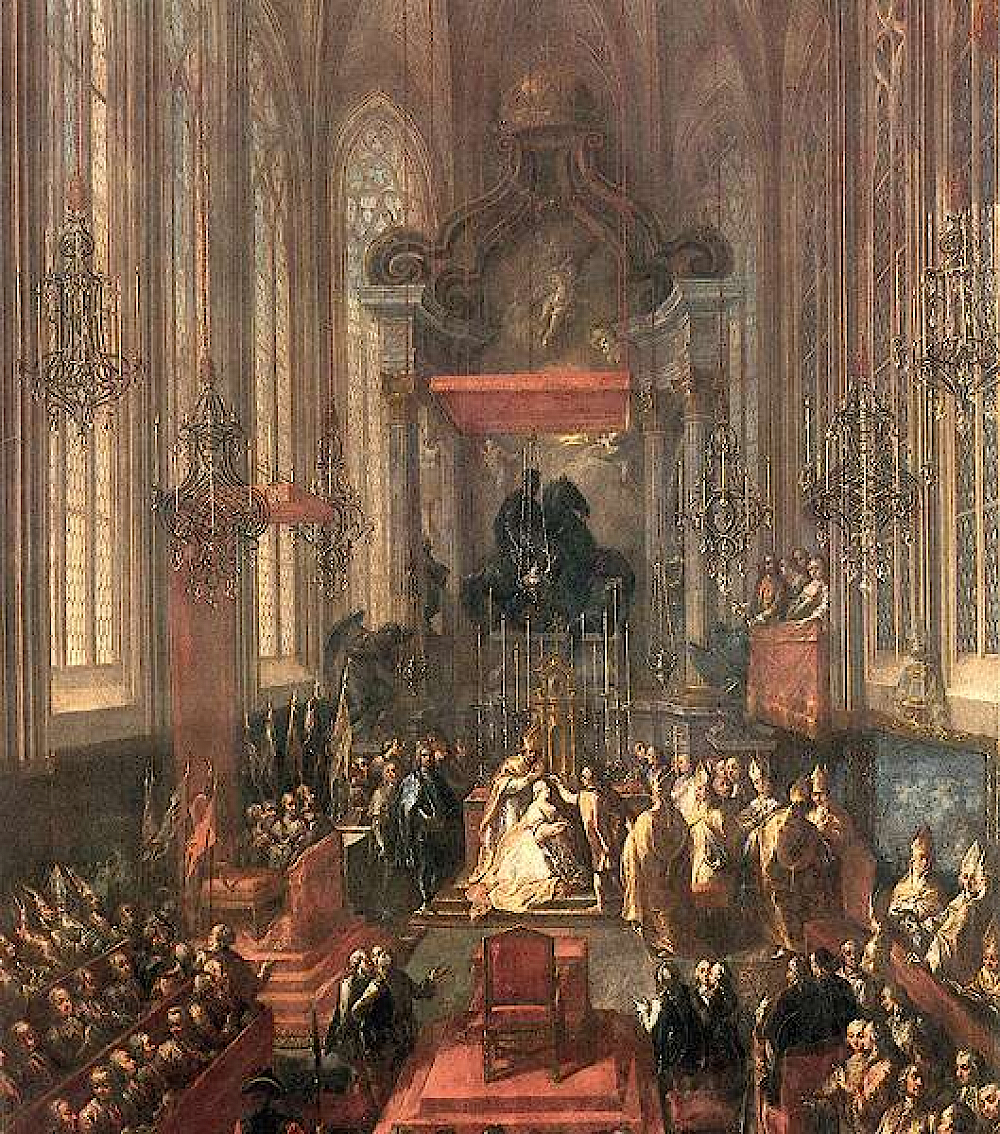
María Teresa es coronada «rey» de Hungría en la Catedral de San Martín (Bratislava).

Aún en 1741, las autoridades austriacas informaron a María Teresa de que la población de Bohemia prefería a Carlos Alberto de Baviera como soberano en vez de a ella. Desesperada y cansada por el embarazo, le escribió a su hermana: «No sé si la ciudad seguirá siendo mía durante mi parto». (Browning, 1995, p. 65) En carta al canciller de Bohemia, el conde Philip Kinsky, prometió amargamente no escatimar en gastos para defender su reino: «Me he decidido. Tenemos que poner todo en juego para salvar Bohemia». (Duffy, 1977, p. 151) El 26 de octubre, el elector de Baviera ocupó Praga y se autoproclamó rey de Bohemia. María Teresa, entonces en Hungría, lloró al saber la pérdida de otra posesión. (Browning, 1995, p. 79) Carlos Alberto fue elegido emperador por unanimidad el 24 de enero de 1742. Considerando la elección como una catástrofe, (Browning, 1995, p. 88) la soberana pilló a sus enemigos desprevenidos al insistir en hacer una campaña de invierno. (Browning, 1995, p. 92) El mismo día en que Carlos VII era elegido emperador, las tropas austriacas dirigidas por Ludwig Andreas von Khevenhüller tomaron Múnich, la capital de Baviera. (Crankshaw, 1969, p. 93)
El Tratado de Breslau, de junio de 1742, puso fin a la primera guerra de Silesia entre Austria y Prusia. María Teresa impuso inmediatamente como prioridad la recuperación de Bohemia, (Browning, 1995, p. 114) lo que supuso la huida de las tropas francesas ese mismo año. El 12 de mayo de 1743, se autocoronó reina de Bohemia en la catedral de San Vito. (Crankshaw, 1969, p. 96)(LeCaine Agnew, 2004, p. 84) Preocupado por los avances austriacos en la frontera con el Rin, Federico II saqueó Praga en agosto de 1744. Los planes de Francia se frustraron con la muerte de Carlos VII en enero de 1745, pero las tropas francesas consiguieron ocupar los Países Bajos Austríacos en mayo. (Crankshaw, 1969, p. 97)
Francisco Esteban fue elegido emperador el 13 de septiembre de 1745. Prusia lo reconoció como emperador y María Teresa, finalmente, reconoció la pérdida de Silesia en diciembre de 1745. (Crankshaw, 1969, p. 99) La guerra continuó tres años más, con combates en el norte de Italia y en los Países Bajos austriacos. El Tratado de Aquisgrán puso punto final al conflicto de 8 años, reconoció los derechos de Prusia sobre Silesia y determinó la cesión del ducado de Parma a Felipe, hijo de Felipe V de España. (Crankshaw, 1969, p. 100)

### Guerra de los Siete Años

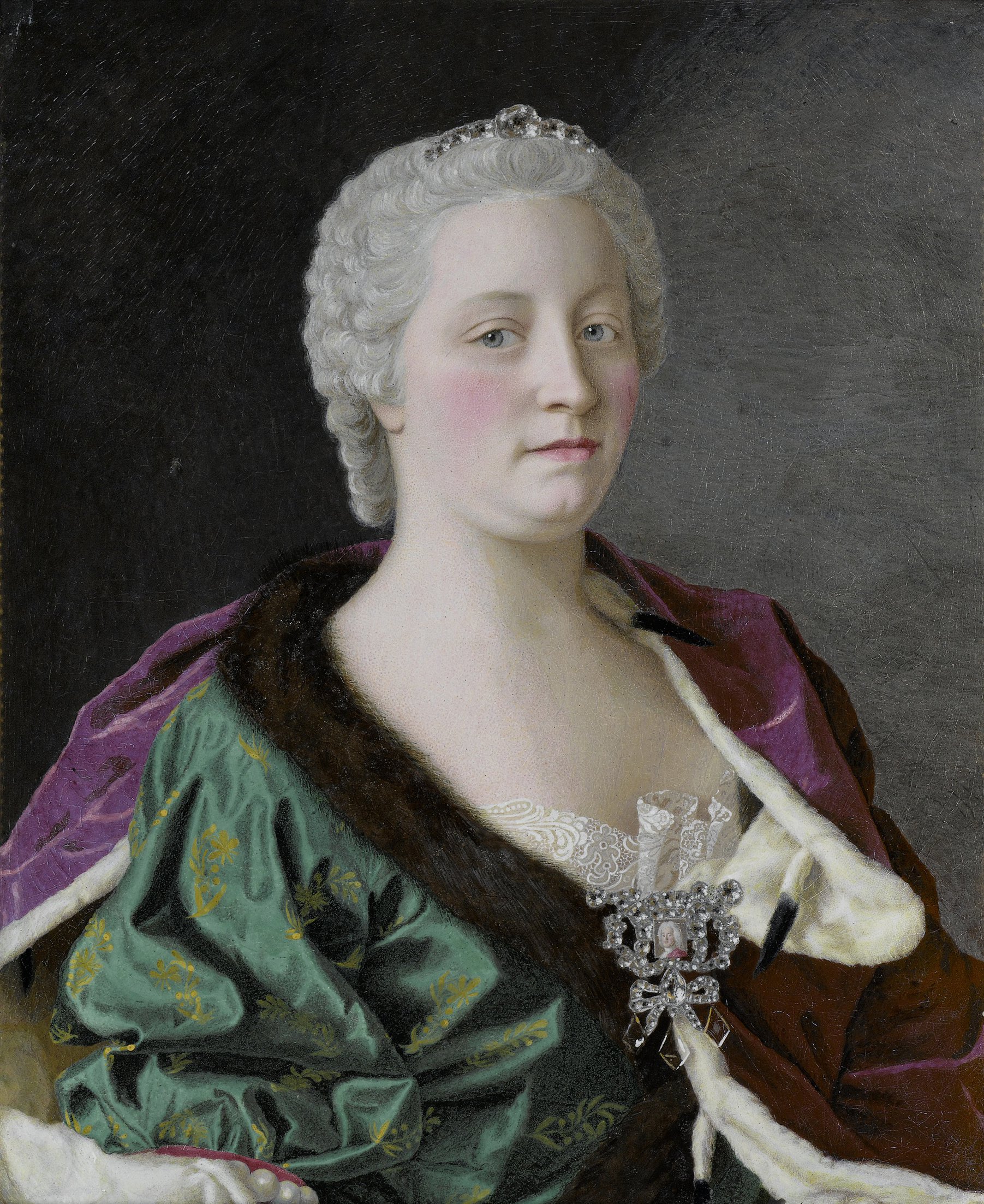
María Teresa de Austria (1747), por Jean-Étienne Liotard.

La invasión de Sajonia por parte de Federico de Prusia en agosto de 1756 supuso el inicio de la guerra de los Siete Años. Dado que María Teresa y su canciller deseaban recuperar Silesia, se aliaron con Francia y Rusia mientras Gran Bretaña hacía lo propio con Prusia y Portugal. En América, los franceses no tuvieron la oportunidad de fortalecer las defensas de Nueva Francia y los británicos capturaron fácilmente Luisburgo en 1758 y conquistaron toda la provincia. (Jones, 2002, p. 242)
Maximilian von Browne lideraba las tropas austriacas, pero fue sustituido tras la batalla de Lobositz por Carlos Alejandro de Lorena, cuñado de María Teresa. (Crankshaw, 1969, p. 240) Federico II fue sorprendido en Lobositz, pero se reagrupó para atacar nuevamente en junio de 1757. La batalla de Kolín fue una victoria decisiva para Austria, ya que Federico II perdió un tercio de sus tropas y huyó antes de que la batalla terminara. Por su parte, María Teresa lamentó abiertamente las pérdidas francesas en 1758. Francia, que se había asegurado en 1757 la neutralidad de Gran Bretaña y Hanóver durante el resto del conflicto, (Lever, 2002, p. 243) fue derrotada en enero del año siguiente. En junio de 1758, los franceses sufrieron una derrota aplastante en la batalla de Krefeld y se retiraron del Rin. (Lever, 2002, p. 243)
En 1759, las negociaciones de paz en La Haya fueron infructuosas. (Lever, 2002, p. 255) Francia y Austria se recuperaron de sus derrotas hasta que, en 1762, la zarina Isabel I de Rusia murió. Su sucesor, el zar Pedro III, era un gran admirador de Federico II, el rey prusiano, y retiró el apoyo ruso a la coalición francesa. Prusia empezó a expulsar a los austriacos de Sajonia y a los franceses de Hesse-Kassel. Temiendo una invasión de Austria y Francia por parte de Federico II, (Lever, 2002, p. 257) capitularon. Los tratados de paz de Hubertusburgo y de París contenían pesadas exigencias en relación con Francia, que tuvo que abandonar la mayor parte de sus colonias americanas. Austria, sin embargo, volvió al statu quo prebélico. (Lever, 2002, p. 257)

## Hijos y vida familiar

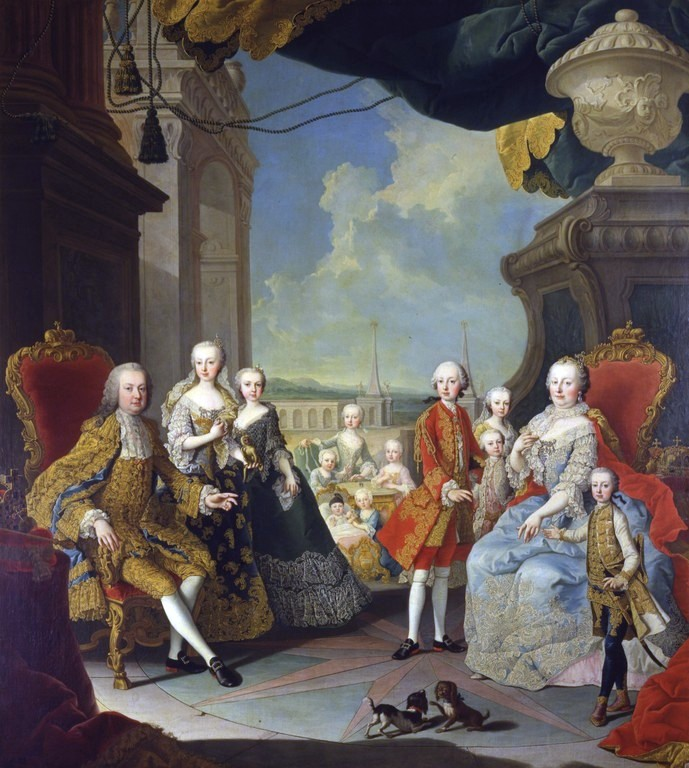
María Teresa con su familia (1754), por Martin van Meytens.

A lo largo de veinte años, la emperatriz dio a luz a dieciséis hijos, trece de los cuales sobrevivieron más allá de la infancia. Su primera hija, María Isabel (1737), nació poco después del primer año de matrimonio. De nuevo, el sexo del bebé causó una gran decepción, así como la de los nacimientos siguientes: María Ana (1738) y María Carolina (1740). Mientras luchaba para preservar su herencia, María Teresa dio a luz a su hijo José (1741), nombre dado en homenaje a San José, a quien le había rezado con frecuencia durante el embarazo para tener un varón. Sin embargo, su hija favorita era María Cristina (1742), que nació el día que la emperatriz cumplía veinticinco años y cuatro días después de la derrota del ejército austríaco en la batalla de Chotusitz. Cinco hijos más nacieron durante la guerra: María Isabel (1743), Carlos José (1745), María Amalia (1746), Leopoldo (1747) y María Carolina (1748). Durante este periodo no hubo descanso para María Teresa: los embarazos y los cuidados a los recién nacidos se producían al mismo tiempo que la guerra y los partos. Cinco hijos más nacieron en el periodo de paz que hubo entre la guerra de sucesión austriaca y la guerra de los Siete Años: María Juana (1750), María Josefa (1751), María Carolina (1752), Fernando Carlos (1754) y María Antonia (1755). Tuvo su último hijo, Maximiliano (1756), durante la guerra de los Siete Años, cuando ya tenía 39 años. (Mahan, 2007, p. 266-271, 313) María Teresa llegó a afirmar que, de no haber estado casi siempre embarazada, hubiera ido sola al campo de batalla. (Holborn, 1982, p. 218)(Dawson Beales, 1987, p. 21, 39)
La emperatriz viuda Isabel, madre de María Teresa, murió en 1750. Cuatro años más tarde, Marie Karoline von Fuchs-Mollard, la gobernanta por la que María Teresa sentía un gran aprecio, falleció también a los 73 años. La emperatriz le demostró su afecto haciendo que la enterraran en la Cripta Imperial de Viena, donde solo eran sepultados los miembros de la familia imperial. (Mahan, 2007, p. 22)
Apenas hubo dado a luz a sus últimos hijos, María Teresa se encontró con la tarea de casar a los mayores. Ella misma condujo las negociaciones para las bodas a la vez que se ocupaba de las campañas bélicas y del resto de obligaciones del Estado. A pesar de ser muy cariñosa con sus hijos, los usó como peones en los juegos dinásticos y sacrificó su felicidad en beneficio del Estado. (Treasure, 1985, p. 410)(Mahan, 2007, p. 271) Era una madre dedicada, pero dominante: les escribía a todos los hijos al menos una vez por semana y creía que tenía derecho de ejercer su autoridad sobre ellos, independientemente de su edad o posición. (Dawson Beales, 1987, p. 194)

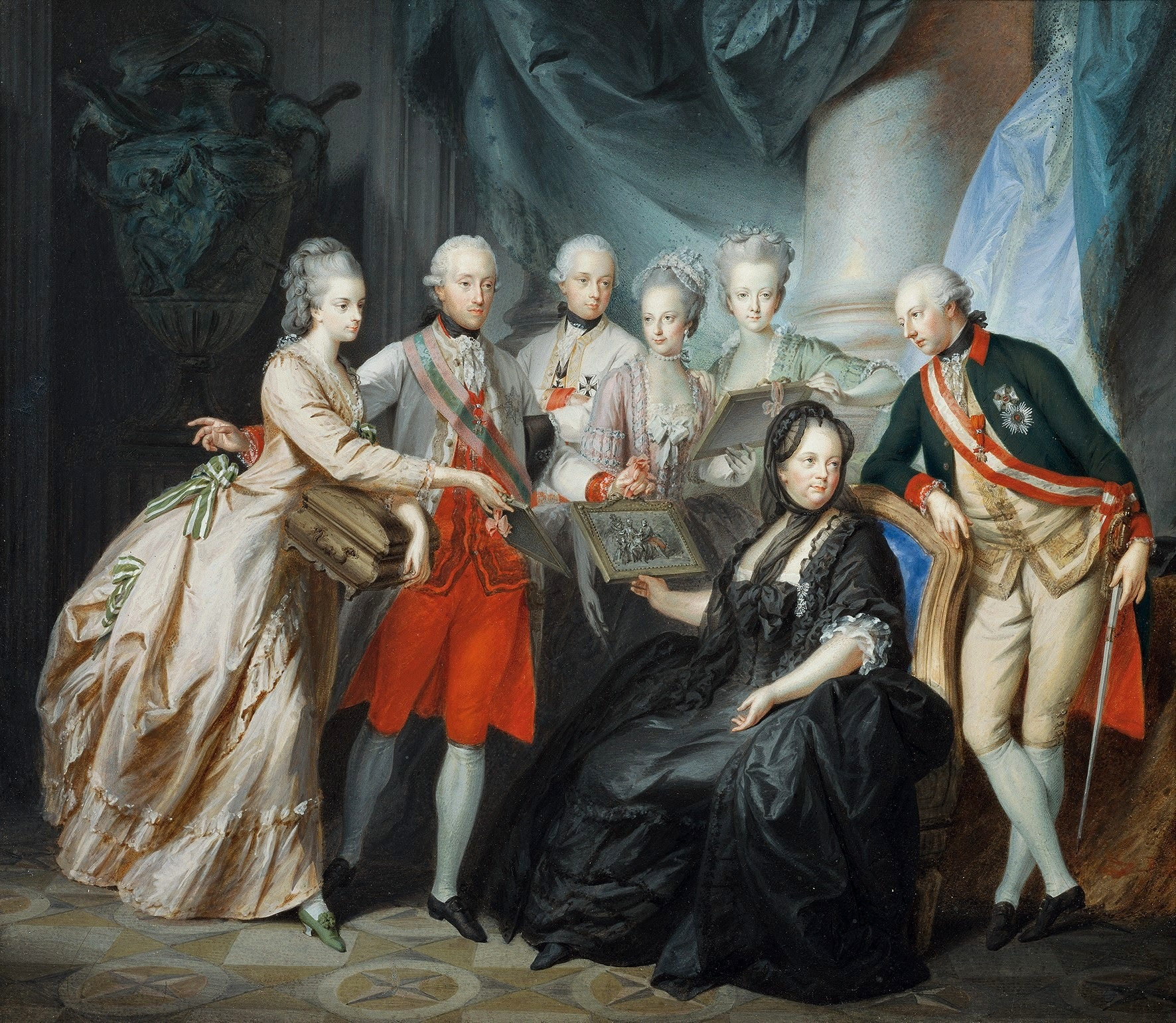
La emperatriz, ya viuda, con la familia (1776), por Heinrich Füger.

María Teresa sufrió un violento ataque de viruela poco después de haber cumplido 50 años, en 1767, enfermedad que su nuera la emperatriz Josefa de Baviera le había contagiado. (Crankshaw, 1969, p. 273) María Teresa sobrevivió, no así su nuera. Entonces, obligó a su hija, la archiduquesa María Josefa, a rezar con ella en la cripta imperial, al lado de la tumba no cerrada de la nuera. La archiduquesa empezó a presentar las erupciones características de la viruela dos días después de la visita a la cripta y falleció poco después. María Carolina sustituyó a la hermana muerta como prometida del rey Fernando I de las Dos Sicilias. María Teresa se culpó de la muerte de su hija, dado que, en aquella época, no se sabía que la viruela poseía un periodo de incubación prolongado, lo que llevó a que todos creyesen que María Josefa se había contagiado por visitar la tumba de su cuñada.
En abril de 1770 la hija menor de María Teresa, María Antonia, se casó por poderes en Viena con Luis de Borbón, delfín de Francia. La educación de la archiduquesa se descuidó cuando el francés se interesó por ella, aunque su madre intentó educarla lo mejor posible. María Teresa se escribía cada quince días con su hija, a la que ahora llamaban María Antonieta, y le regañaba por su pereza, su frivolidad y por no concebir un hijo. A María Teresa no le gustaba tampoco la personalidad reservada de Leopoldo y lo acusaba constantemente de frialdad. También criticó a María Carolina por sus actividades políticas, a Fernando por su falta de organización y a María Amalia por su pobre francés y su arrogancia. Con la única hija con la que apenas tenía problemas era María Cristina, que gozaba de la total confianza de su madre a pesar de los problemas que tenía con ella por no haber tenido hijos (ya que la archiduquesa solo tuvo una hija, María Cristina de Sajonia, que murió con un día de vida). Uno de los mayores deseos de María Teresa era tener el mayor número de nietos posible. Sin embargo, cuando murió, la emperatriz contaba con solo veinte nietos y, a excepción de su nieta mayor Carolina de Borbón-Parma, hija de María Amelia, todas las demás nietas primogénitas recibieron su nombre. (Dawson Beales, 1987, p. 194)

### Descendencia
De su matrimonio con Francisco I del Sacro Imperio Romano Germánico, María Teresa tuvo 16 hijos, de los cuales 10 llegaron a la edad adulta:
| Nombre                | Nacimiento | Muerte | Notas |
| --------------------- | ---------- | ------ | --- |
| María Isabel          | 1737       | 1740   | Heredera de los títulos de reina de Hungría y Bohemia de 1737 a 1740. Murió en la infancia. |
| María Ana             | 1738       | 1789   | Heredera de los títulos de reina de Hungría y Bohemia de 1740 a 1741. Abadesa del Imperial y Real Convento para Damas Nobles de Praga. Sin descendencia. |
| María Carolina        | 1740       | 1741   | María Carolina Ernestina Antonia Josefa Juana de Austria (Palacio de Schönbrunn; 12 de enero de 1740 - 25 de enero de 1741). Tuvo solo un año de vida. Se estableció que murió a causa de viruela, sin embargo, la autopsia de la niña no pudo establecer la causa exacta de su muerte. Fue enterrada en la Cripta Imperial de Viena. |
| José II               | 1741       | 1790   | Sucedió a su madre y fue emperador del Sacro Imperio entre 1780 y 1790 como José II. Tuvo dos hijas que murieron jóvenes. |
| María Cristina        | 1742       | 1798   | Fue gobernadora de los Países Bajos entre 1778 y 1798. Casada con Alberto de Sajonia-Teschen, duque de Teschen y virrey de Hungría (1738-1822). Tuvo una hija. |
| María Isabel          | 1743       | 1808   | Abadesa del Imperial y Real Convento para Damas Nobles de Praga. Sin descendencia. |
| Carlos José           | 1745       | 1761   | Murió joven debido a la viruela. Sin descendencia. |
| María Amalia          | 1746       | 1804   | Comprometida con Fernando I de las Dos Sicilias, pero luego casada con el duque Fernando I de Borbón-Parma (1751-1802). Tuvo nueve hijos. |
| Leopoldo II           | 1747       | 1792   | Sucedió a su hermano José II. Tuvo dieciséis hijos. |
| María Carolina        | 1748       | 1748   | Nació y falleció el 17 de septiembre de 1748. |
| María Juana           | 1750       | 1762   | Comprometida con Fernando I de las dos Sicilias. Murió joven debido a la viruela. Sin descendencia. |
| María Josefa          | 1751       | 1767   | Comprometida con Fernando I de las dos Sicilias. Murió joven debido a la viruela. Sin descendencia. |
| María Carolina        | 1752       | 1814   | Casada con Fernando I de las Dos Sicilias (1751-1825), fue reina consorte de Nápoles y Sicilia. Tuvo dieciocho hijos. |
| Fernando              | 1754       | 1806   | Fue duque de Brisgovia. Se casó con María Beatriz de Este. Tuvo once hijos. |
| María Antonieta       | 1755       | 1793   | Esposa de Luis XVI de Francia, reina de Francia. Guillotinada durante la Revolución francesa. Tuvo cuatro hijos. |
| Maximiliano Francisco | 1756       | 1801   | Arzobispo elector de Colonia. Sin descendencia. |

## Visión religiosa y política

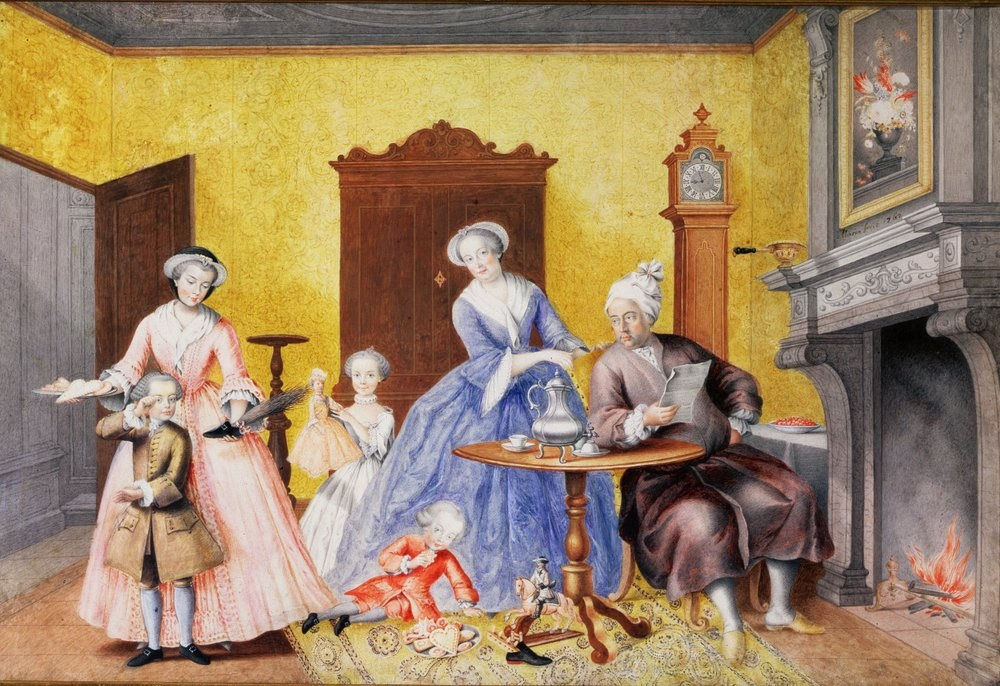
María Teresa y su familia celebrando San Nicolás, por María Cristina de Habsburgo-Lorena, 1762. La pintura retrata las comodidades «burguesas» del hogar de la familia imperial.

Como todos los miembros de la Casa de Habsburgo, María Teresa era católica y bastante devota. Creía que una religión unida era necesaria para una vida pacífica y por ello rechazaba frontalmente la idea de la tolerancia religiosa. Sin embargo, a pesar de que mantenía relaciones estrechas con la Santa Sede, nunca permitió que la Iglesia interfiriese en aquello que consideraba que era propio del poder del monarca: ella elegía a los arzobispos, a los obispos y a los abades. (Mahan, 2007, p. 251) No obstante, María Teresa fue conocida por su estilo de vida ascético, especialmente durante los quince años de viudedad. (Saperstein, 1996, p. 449)
La forma de abordar su relación con la religión era bastante diferente a la de sus antecesores, ya que estuvo muy influida por las ideas jansenistas. La emperatriz apoyaba activamente la conversión al catolicismo a través de la concesión de pensiones a los conversos. No obstante, toleraba a los «católicos griegos» y enfatizaba en su estatuto de igualdad con respecto a los católicos de rito latino. (Mahan, 2007, p. 251)(Crankshaw, 1969, p. 308)(Himka, 1999, p. 5)

### Jesuitas
Su relación con los jesuitas fue bastante compleja, pues ella fue educada por miembros de esa orden, que además fueron sus confesores y supervisaron la educación religiosa de su hijo mayor. Por todo esto, los jesuitas fueron poderosos e influyentes durante los primeros años del reinado de María Teresa. Sin embargo, sus ministros consiguieron convencerla de que esos religiosos representaban un peligro para la autoridad monárquica. No sin muchas dudas y arrepentimientos, redactó un decreto que los retiraba de todas las instituciones de la monarquía. La emperatriz prohibió la publicación de la bula Apostolicum pascendi múnus (favorable a los jesuitas) del papa Clemente XIII y también confiscó todos sus bienes cuando Clemente XIV suprimió la orden. (Mahan, 2007, p. 254)

### Judíos y protestantes

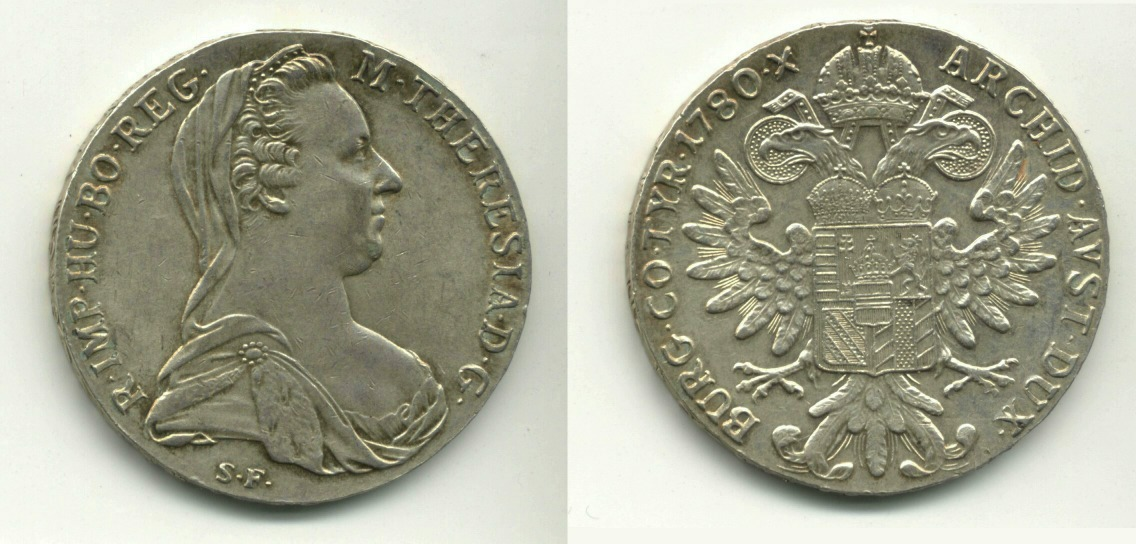
El tálero de María Teresa, «la moneda más famosa del mundo». La inscripción latina dice: M[ARIA] THERESIA D[EI] G[RATIA] R[OMANORVM] IMP[ERATRIX] HV[NGARIAE] BO[HEMIAE] REG[INA], es decir, «María Teresa, por la gracia de Dios, emperatriz de los romanos, reina de Hungría y Bohemia». Las monedas con esa efigie siguieron siendo acuñadas más de un siglo después de su muerte y siempre con la fecha de 1780.

Aunque hubiera desistido de su intento de conversión de sus súbditos no católicos al catolicismo, María Teresa seguía considerando a los judíos y a los protestantes peligrosos para el Estado e intentó suprimirlos. (Dawson Beales, 1987, p. 14) La emperatriz era posiblemente la monarca más antisemita de la época, ya que heredó todos los prejuicios tradicionales de sus antepasados, a los que agregó nuevos debido a su profunda devoción religiosa. (Saperstein, 1996, p. 446) En 1777 escribió sobre los judíos: «No conozco mayor plaga que esa raza debido a que su falsedad, su usura y su avaricia nos está llevando a la ruina. Por lo tanto, en la medida de lo posible, los judíos deben ser aislados y evitados». (Saperstein, 1996, p. 447) Impuso elevados impuestos a sus súbditos judíos y, en 1744, propuso su expulsión de todos sus dominios. Su primera intención era expulsarlos a todos el 1 de enero, pero aceptó el consejo de sus ministros, que estaban preocupados por el número de personas que iban a ser expulsadas, y atrasó sus planes hasta junio. De todos modos, unos 20 000 judíos fueron expulsados —al menos temporalmente— de Praga y de toda Bohemia.
También envió a los protestantes de Austria al Banato, Bačka y Transilvania, disminuyó el número de días festivos religiosos y las órdenes monásticas. En 1777, María Teresa desistió de su intento de expulsar a los protestantes de Moravia porque José II, que se oponía en rotundo, la amenazó con abdicar como emperador y cogobernante de Austria. Finalmente, la emperatriz fue obligada a concederles cierta tolerancia y les permitió la práctica de cultos privados. José II consideraba la política religiosa de su madre «injusta, impiadosa, imposible, perjudicial y ridícula». (Mahan, 2007, p. 254)(Dawson Beales, 1987, p. 14)(Holborn, 1982, p. 222)
Durante la tercera década de su reinado, influida por su cortesano Abraham Mendel Theben, María Teresa promulgó edictos en los que se ofrecía cierta protección estatal para sus súbditos judíos. En 1762 prohibió la conversión forzada de niños judíos al catolicismo y, al año siguiente, prohibió al clero católico cobrar el «impuesto de sobrepelliz» a los judíos. En 1764 ordenó la liberación de los judíos encarcelados por libelos de sangre en Orkuta. A pesar de su fuerte antisemitismo, la emperatriz acabó apoyando las actividades comerciales e industriales de los judíos. (Patai, 1996, p. 203)(Penslar, 2001, p. 32-33)

## Reformas

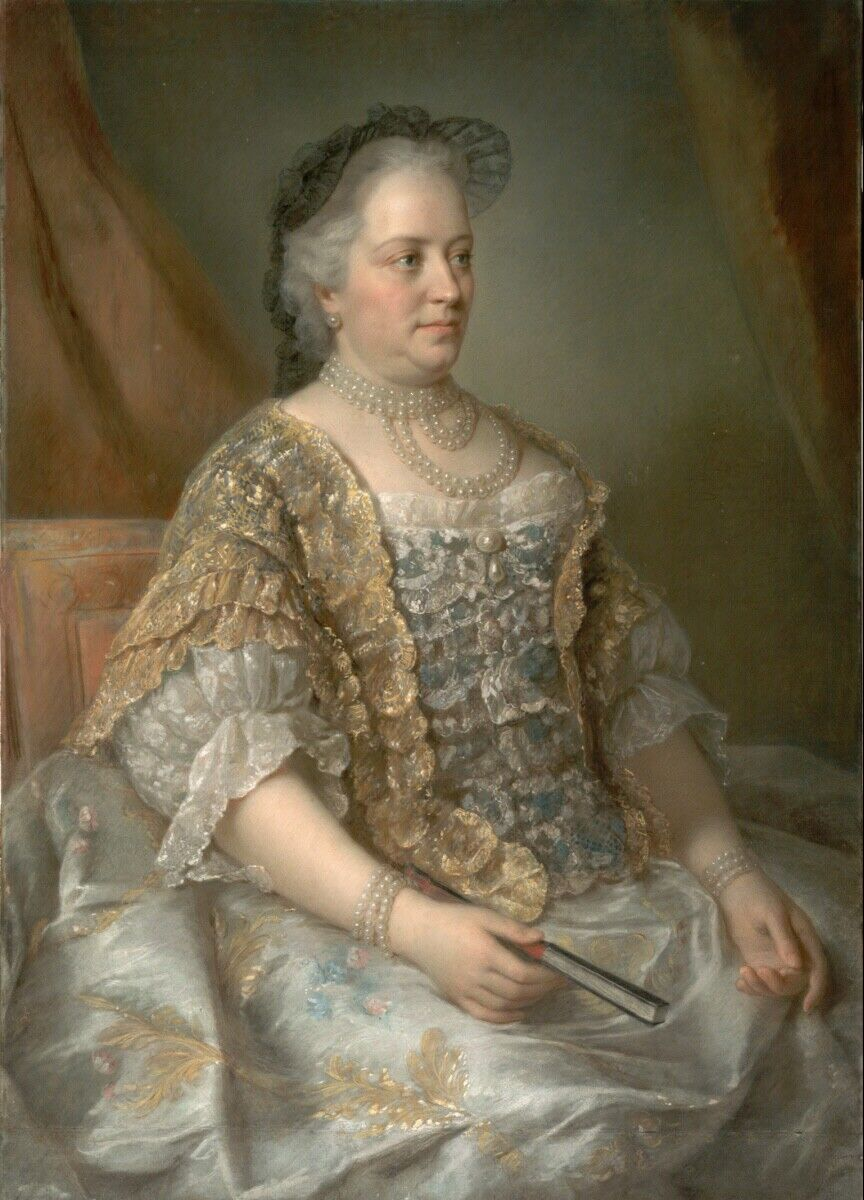
María Teresa en 1762, por Jean-Étienne Liotard.

María Teresa era tan conservadora en el resto de asuntos de Estado como en los religiosos. No obstante, implantó reformas significativas para reforzar el ejército austriaco y volver a la burocracia más eficiente. (Byrne, 1997, p. 38) Contrató al conde Federico Guillermo de Haugwitz, que modernizó el imperio gracias a la creación de un ejército de 108 000 hombres, cuyo coste de 14 millones de florines provenían de cada una de las tierras de la corona. El gobierno central era el responsable del ejército, aunque Haugwitz había introducido la contribución de la nobleza, que nunca antes había tenido que pagar impuestos. (Crankshaw, 1969, p. 192) María Teresa supervisó la unificación de las cancillerías de Austria y Bohemia en mayo de 1749. (Holborn, 1982, p. 221)
Sus reformas duplicaron los ingresos del Estado entre 1754 y 1764, aunque el intento de gravar al clero y a la nobleza solo hubiera tenido un éxito parcial. (Byrne, 1997, p. 38) (Crankshaw, 1969, p. 195) Estas reformas financieras mejoraron mucho la economía. (Crankshaw, 1969, p. 196)
En 1760 se creó el consejo de Estado, compuesto por el canciller, tres miembros de la alta nobleza y tres caballeros, que funcionaba como una especie de «comité de notables» que orientaban a la monarca. El consejo no tenía ningún tipo de poder legislativo o ejecutivo, pero era muy diferente a la forma de gobierno de Federico II, pues, al contrario de este, María Teresa no era una autócrata que actuaba como si fuera su propio primer ministro. Prusia adoptaría esta forma de gobierno después de 1807. (Holborn, 1982, p. 222) En 1771 la emperatriz y José II hicieron una reforma que regulaba los pagos por el trabajo de los siervos en las tierras de la emperatriz. Financieramente, en 1775, el presupuesto de la monarquía se había equilibrado por primera vez en la historia. (Crankshaw, 1969, p. 306)

### Medicina

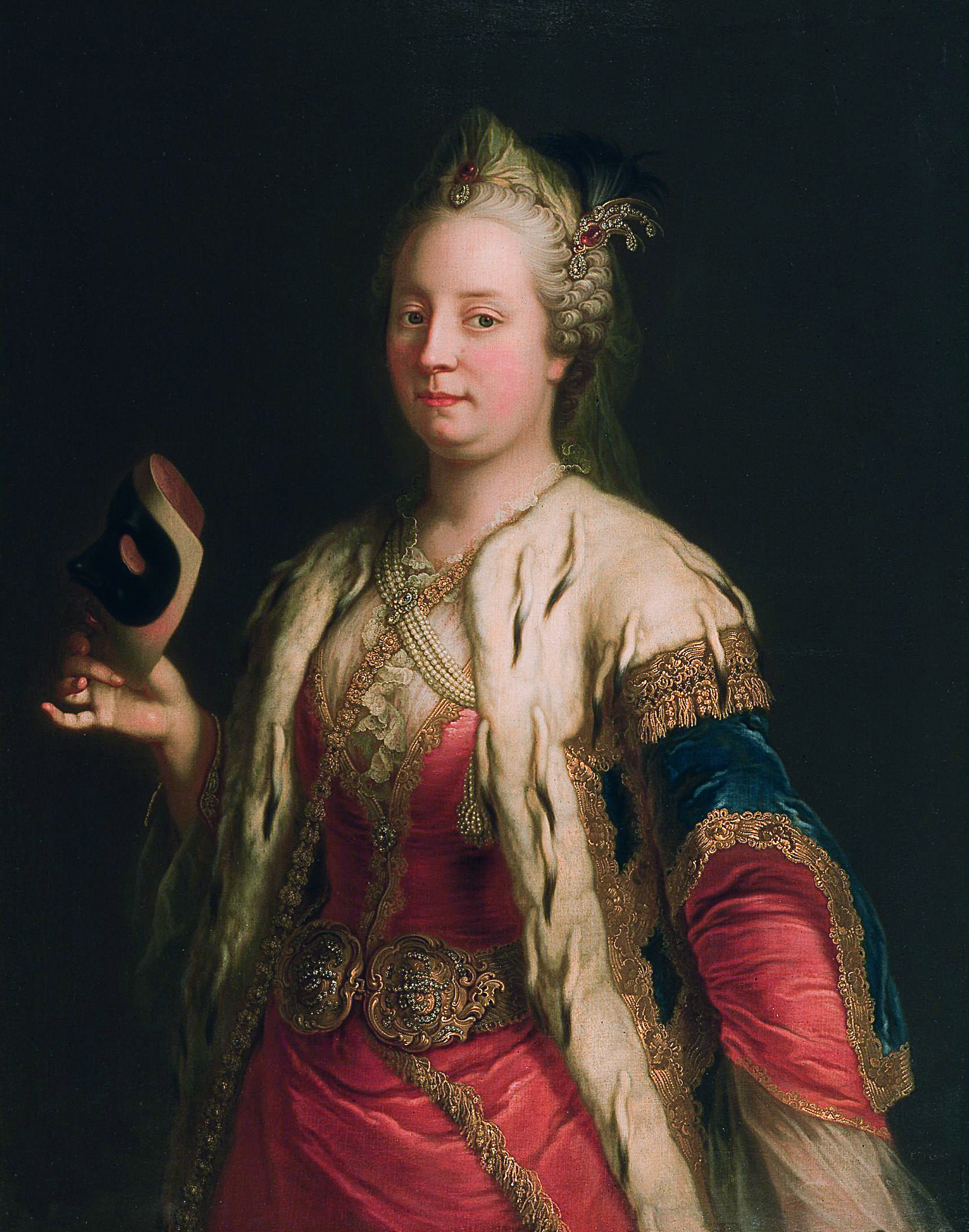
María Teresa sosteniendo una máscara (1744), por Martin van Meytens. Ella consideraba el teatro una fuente de diversión y un orgullo nacional e insistía en el mantenimiento de reglas especiales para que se alcanzase un alto nivel moral.

Gerard van Swieten, que fue contratado tras la muerte de la archiduquesa María Ana, además de ser médico personal de la emperatriz, fundó el hospital general de Viena y reestructuró el sistema educativo austriaco.
María Teresa le pidió un estudio sobre el alto índice de mortalidad infantil en Austria. Siguiendo sus recomendaciones, expidió un decreto que hacía obligatoria la realización de autopsias para todas las muertes ocurridas en la ciudad de Graz, la segunda mayor ciudad de Austria. Esta ley, aún en vigor, combinada con una población relativamente estable de Graz, supuso la creación de uno de los registros más importantes y completos de autopsias del mundo. Su decisión de permitir la inoculación de sus hijos tras la epidemia de viruela de 1767 fue responsable de cambiar la visión negativa que los médicos austriacos tenían de ese procedimiento. (Dawson Beales, 1987, p. 158) (Melograni y Cochrane, 2007, p. 27) La campaña de inoculación de Austria fue inaugurada con una cena ofrecida en el palacio de Schönbrunn a los 65 primeros niños inoculados, en la que la propia María Teresa fue la encargada de recibir a los pequeños invitados. (Hopkins, 2002, p. 64-65)

### Derechos civiles
Entre otras reformas, el Codex Theresianus, iniciado en 1752 y finalizado en 1766, definía los derechos civiles en Austria. (Crankshaw, 1969, p. 195) En 1776 se prohibió que se quemaran en hogueras a las mujeres acusadas de brujería, así como la tortura. Además, por primera vez en la historia del imperio, se retiró la pena de muerte del código penal y fue sustituido por trabajos forzados. Más tarde se reintrodujo, pero la naturaleza progresista de las reformas continuó. Al contrario que José II, pero con el apoyo de las autoridades religiosas, María Teresa siguió oponiéndose a la abolición de la tortura. Nacida y criada entre el Barroco y Rococó, no comprendía totalmente las ideas ilustradas y por eso siguió con escepticismo las reformas humanitarias del continente. (Kann, 1980, p. 154, 179)

### Iglesia
Las principales reformas respecto a la Iglesia católica se implantaron durante el reinado de María Teresa, mientras que las reformas relativas a sus súbditos no católicos fueron iniciadas por José II. Su política eclesiástica, al igual que la de sus devotos predecesores, estaba basada en la primacía del control del gobierno en las relaciones entre la Iglesia y el Estado, aunque no entraba en la organización de la institución. (Kann, 1980, p. 187) Debido a la falta de higiene en las costumbres funerarias, prohibió la creación de nuevos cementerios sin previa autorización del gobierno. (Crankshaw, 1969, p. 310)

### Educación

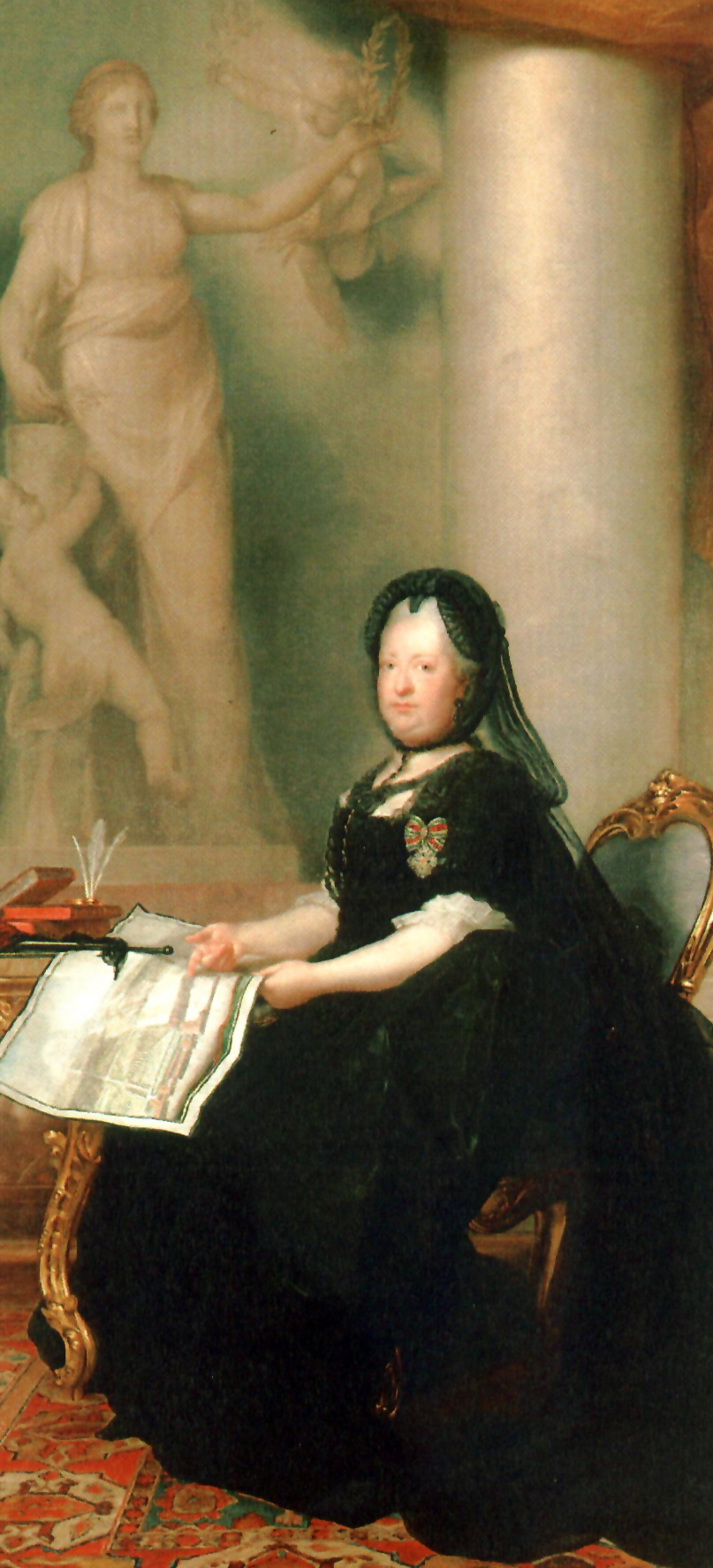
María Teresa, viuda, en 1773, por Anton von Maron. Este fue el último retrato de Estado de la emperatriz.

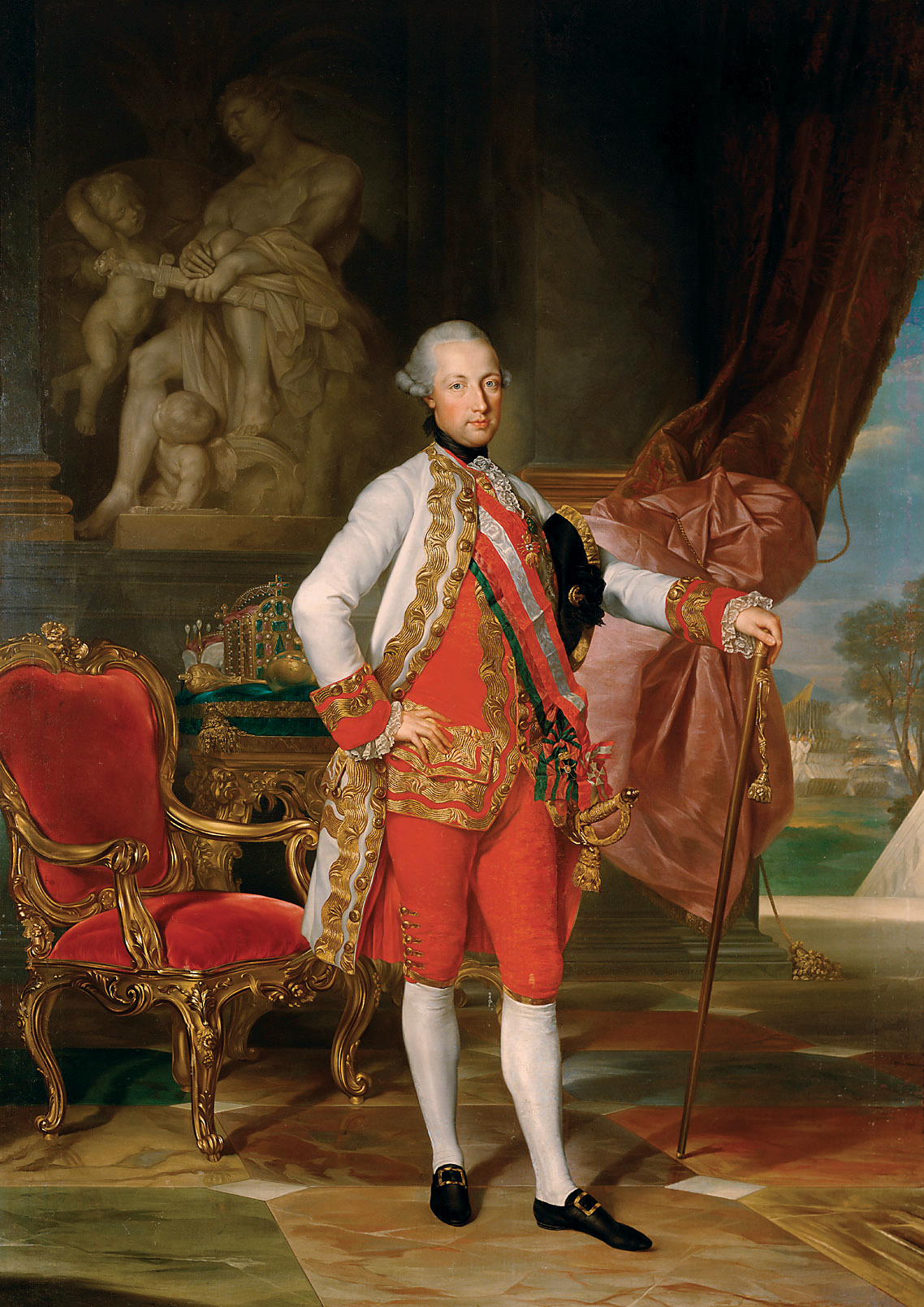
José II, el hijo mayor de María Teresa y su corregente, en 1775, por Anton von Maron.

Consciente de lo inadecuado de la burocracia en Austria y, con la finalidad de mejorarla, María Teresa llevó a cabo una reforma de la educación en 1775. El nuevo sistema de enseñanza fue recibido con hostilidad en muchos lugares, pero la soberana acabó con las tensiones mandando a la cárcel a todos aquellos que se opusieran. Aunque la idea fuera interesante, las reformas no tuvieron tanto éxito como se esperaba, pues hasta mediados del siglo xix, la mitad de la población aún era analfabeta en algunas regiones de Austria. (Grell y Porter, 2000, p. 200)(Holborn, 1982, p. 222)
La emperatriz también permitió que los no católicos fueran a la universidad, así como la introducción de disciplinas seculares (como Leyes) en las carreras, lo que supuso el declive de la Teología como principal fuente de la educación universitaria. (Crankshaw, 1969, p. 308) (Byrne, 1997, p. 38)

## Últimos años

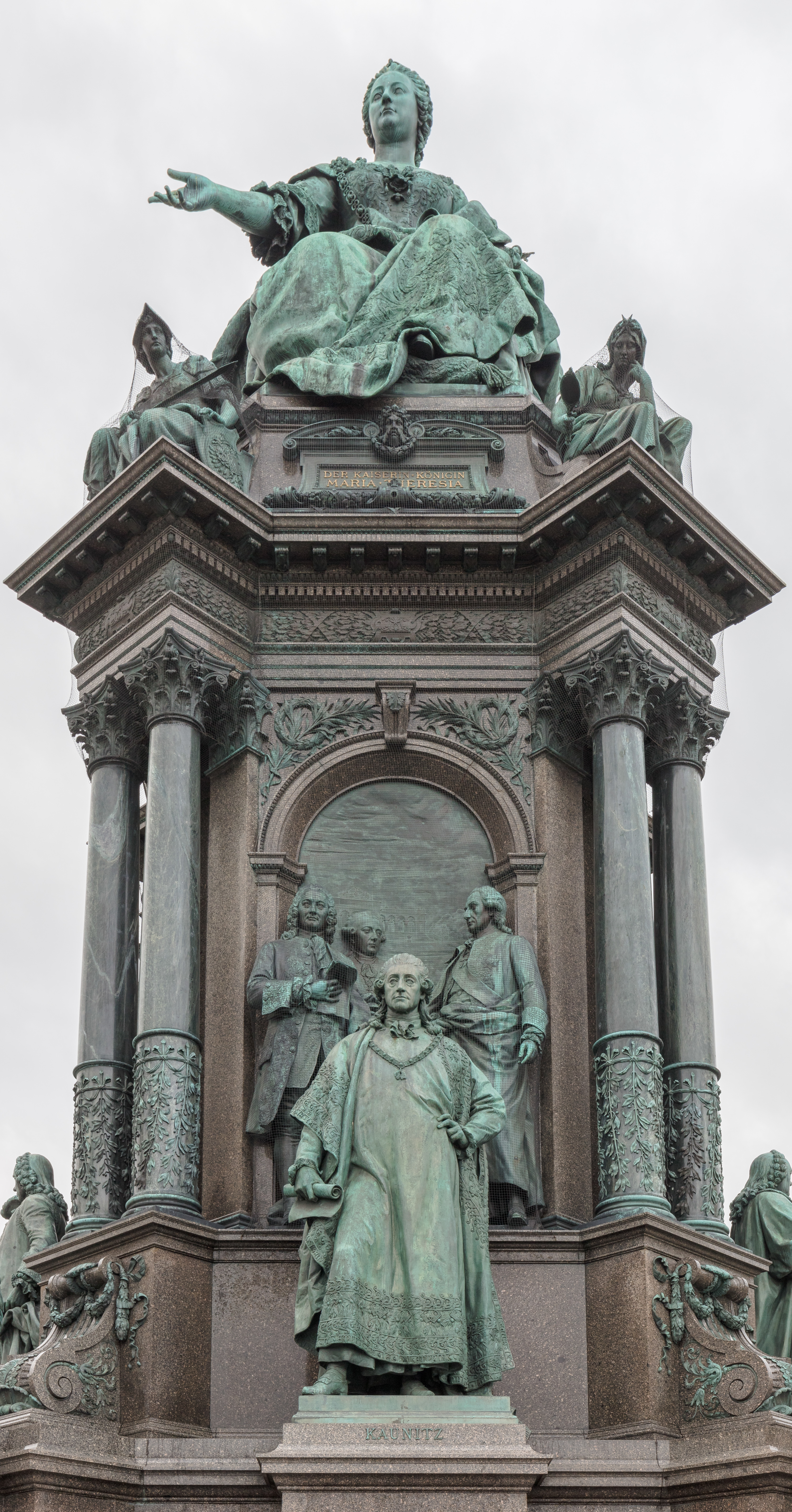
Monumento en su honor, en la plaza que también lleva su nombre en Viena.

Francisco I murió el 18 de agosto de 1765, mientras él y toda la corte estaban en Innsbruck celebrando la boda de su segundo hijo, Leopoldo. María Teresa se quedó desolada. Su hijo mayor se convirtió en emperador del Sacro Imperio Romano Germánico con el nombre de José II y María Teresa abandonó todo tipo de adornos; se cortó el pelo, pintó sus aposentos de negro, vistió de luto durante el resto de su vida, se retiró por completo de la vida de la corte y no volvió a acudir a eventos públicos o al teatro. Durante su viudez se pasaba todos los meses de agosto y todos los días 18 de cada mes encerrada sola en su cuarto, lo que afectó negativamente a su salud mental. (Crankshaw, 1969, p. 267)(Levy, 2003, p. 112) Ella misma describió su estado tras la muerte de su marido: «Apenas me conozco ahora, pues me he convertido en algo animal: sin vida verdadera ni razón». (Crankshaw, 1969, p. 267)
Tras su ascenso al trono imperial, José II gobernó menos territorios que su padre en 1740. Creyendo que el emperador debía poseer tierras suficientes para mantener la integridad del imperio, María Teresa, que estaba acostumbrada a ser asesorada en la administración de sus vastos dominios, declaró a José como su corregente el 17 de septiembre de 1765. (Dawson Beales, 1987, p. 136) A partir de entonces, madre e hijo tuvieron frecuentes desentendimientos ideológicos. Los 22 millones de florines que José II heredó de su padre se incorporaron al tesoro. María Teresa sufrió otra gran pérdida en febrero de 1766, cuando murió Haugwitz. El mando absoluto de los ejércitos fueron entregados a su hijo tras la muerte del conde Leopold Joseph von Daun. (Crankshaw, 1969, p. 268, 271)
Según Robert A. Kann, María Teresa fue una monarca con cualificaciones por encima de la media, pero era intelectualmente inferior a sus hijos José y Leopoldo. (Kann, 1980, p. 157) Este afirmó que, sin embargo, ella poseía cualidades apreciadas en un monarca, como raciocinio rápido y determinación. Además, estaba dispuesta a reconocer la superioridad intelectual de algunos de sus consejeros y disfrutaba del apoyo de estos, aunque sus ideas fueran contrapuestas. Pero José nunca fue capaz de establecer este tipo de relaciones con los mismos consejeros, aunque su filosofía de gobierno era bastante similar a la de su madre. (Kann, 1980, p. 157)
La relación entre la madre y el hijo no era fría, aunque el choque de sus personalidades la volvía bastante complicada. A pesar del intelecto de José II, la personalidad fuerte de María Teresa hizo muchas veces que se acobardase. Ella elogiaba abiertamente los talentos y conquistas de su hijo, aunque lo criticaba a sus espaldas. (Dawson Beales, 1987, p. 183-184) En una carta dirigida a la nuera, escribió: «Ahora no nos vemos nunca, excepto a la hora de la cena... su temperamento es cada día peor... por favor, quema esta carta... intento evitar un escándalo público.» (Dawson Beales, 1987, p. 183-184) En otra carta, también dirigida a la mujer de José II, afirmó: «Me evita... soy la única persona en su camino y, por ello, un obstáculo y una carga... la abdicación podría resolver el problema». (Dawson Beales, 1987, p. 183-184)
Tras mucho reflexionar, María Teresa optó por no abdicar. José amenazó muchas veces con renunciar como corregente y abdicar como emperador, pero también fue convencido de que no lo hiciera. Las amenazas de abdicación de la emperatriz raramente eran en serio, pues creía que el hecho de haberse recuperado de la viruela en 1767 era una señal de que Dios deseaba que reinase hasta la muerte. También era interesante para José II que ella siguiera siendo soberana, ya que la culpaba muchas veces de sus propios errores y evitaba, así, asumir responsabilidades propias de un monarca. (Dawson Beales, 1987, p. 183-184)
José y el príncipe Kaunitz organizaron la primera partición de Polonia a pesar de las protestas de María Teresa. Su sentido de la justicia la llevó a rechazar esta idea porque perjudicaría al pueblo polaco. No obstante, ambos le avisaron de que era demasiado tarde para abortar el proyecto y solo estuvo de acuerdo con el reparto cuando vio que Federico II y Catalina II de Rusia lo harían con o sin la participación de Austria. Reivindicó y tomó finalmente Galitzia y Lodomeria, una provincia reclamada por monarcas húngaros desde el siglo xiii. En palabras de Federico II: «Cuanto más lloró, más tomó». (Crankshaw, 1969, p. 285)(Ingrao, 2000, p. 195)(Magocsi, 1983, p. 92)

## Muerte y legado

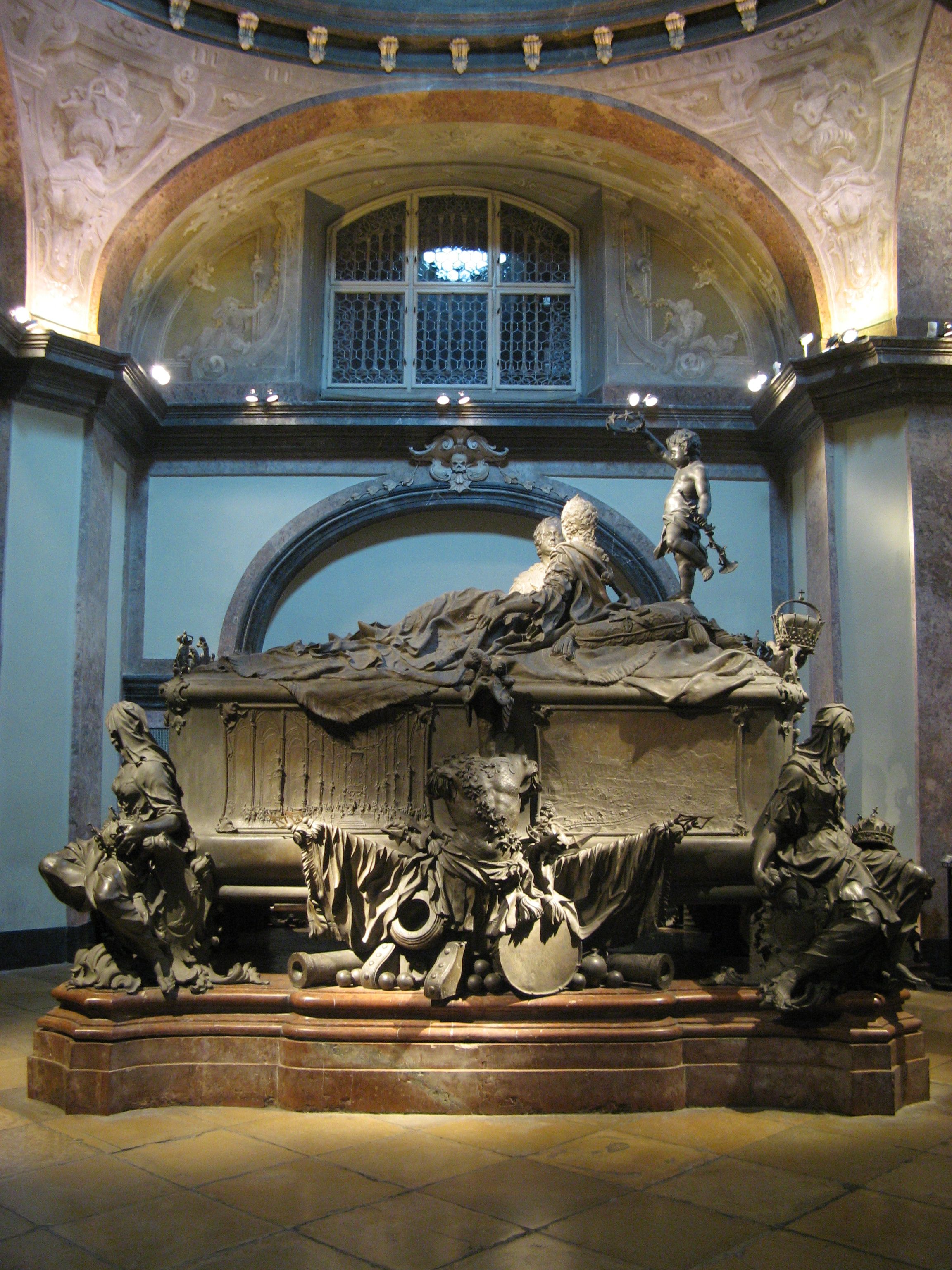
María Teresa y su marido fueron sepultados en una tumba doble, por voluntad expresa de ella, (Cripta Imperial de Viena).

Es poco probable que María Teresa se hubiera recuperado totalmente de la viruela contraída en 1767, como afirmaban escritores del siglo xviii. Además padecía disnea, fatiga, tos, necrofobia e insomnio y, más tarde, también desarrolló un edema.
La emperatriz enfermó el 24 de noviembre de 1780, aparentemente por un resfriado. El Dr. Stöck, su médico, constató que su estado era grave. El 28 de noviembre pidió la extrema unción y, al día siguiente, alrededor de las nueve de la noche, María Teresa murió rodeada de sus hijos. Con ella, desaparecía también la Casa de Habsburgo, que fue sustituida por la casa de Habsburgo-Lorena. José, que ya era corregente en los dominios de los Habsburgo, sucedió a su madre. (Crankshaw, 1969, p. 336-338)(Leland Goldsmith, 1936, p. 272)
María Teresa dejó un imperio revitalizado, lo que influyó al resto de Europa durante el siglo xix. Sus descendientes siguieron su ejemplo y dieron continuidad a las reformas. La adquisición del reino de Galitzia y Lodomeria dio al imperio un carácter aún más multinacional, que lo acabaría llevando a su destrucción. (Del Testa, Lemoine y Strickland, 2001, p. 119) La introducción de la escolaridad obligatoria, como un medio de germanización, provocó el renacimiento de la cultura checa. (Carroll, 1969, p. 38)(Glajar, 2004, p. 75)
La emperatriz está sepultada en la Cripta Imperial de Viena, en un sarcófago doble, al lado de su marido. (Mahan, 2007, p. 335)

## Títulos y tratamientos
| ● 13 de mayo de 1717-20 de octubre de 1740:       | Su Alteza Real la Archiduquesa María Teresa de Austria. |
| ● 20 de octubre de 1740-13 de septiembre de 1745: | Su Majestad la Reina de Hungría y Bohemia, Su Alteza Real, la Archiduquesa de Austria, Duquesa de Borgoña, Brabante, Milán, Mantua, Parma, Piacenza, Luxemburgo, Limburgo, Güeldres, Condesa de Flandes, Tirol, Gorizia y Gradisca, Margravina de Namur, Señora de Trieste, de la Marcha Eslovena, de Portorico y Salines.                                                                          |
| ● 13 de septiembre de 1745-18 de agosto de 1765:  | Su Majestad Imperial y Real la Emperatriz del Sacro Imperio Romano Germánico, Reina de Hungría y Bohemia, Su Alteza Real, la Archiduquesa de Austria, Duquesa de Borgoña, Brabante, Milán, Mantua, Parma, Piacenza, Luxemburgo, Limburgo, Güeldres, Condesa de Flandes, Tirol, Gorizia y Gradisca, Margravina de Namur, Señora de Trieste, de la Marcha Eslovena, de Portorico y Salines.           |
| ● 1772-29 de noviembre de 1780:                   | Su Majestad Imperial y Real la Emperatriz Viuda del Sacro Imperio Romano Germánico, Reina de Hungría, Bohemia y Galitzia y Lodomeria, Su Alteza Real, la Archiduquesa de Austria, Duquesa de Borgoña, Brabante, Milán, Mantua, Luxemburgo, Limburgo, Güeldres, Condesa de Flandes, Tirol, Gorizia y Gradisca, Margravina de Namur, Señora de Trieste, de la Marcha Eslovena, de Portorico y Salines |

## Ancestros
| \| \| \| \| \| \| \| \| \| \| \| \| \| \| \| \| \| \| \| \| 16. Fernando II de Habsburgo \| \| \| \| \| \| \| \| \| \| \| \| \| \| \| \| \| \| \| \| \| \| \| \| \| \| \| \| \| \| \| \| \| \| \| \| \| \| \| \| \| \| \| \| \| \| \| \| \| \| \| \| \| \| 8. Fernando III de Habsburgo \| \| \| \| \| \| \| \| \| \| \| \| \| \| \| \| \| \| \| \| \| \| \| \| \| \| \| \| \| \| \| \| \| \| \| \| \| \| \| \| \| \| \| \| \| \| \| \| \| \| \| \| \| \| 17. María Ana de Baviera \| \| \| \| \| \| \| \| \| \| \| \| \| \| \| \| \| \| \| \| \| \| \| \| \| \| \| \| \| \| \| \| \| \| \| \| \| \| \| \| \| \| \| \| \| \| \| \| \| \| \| \| \| \| 4. Leopoldo I de Habsburgo \| \| \| \| \| \| \| \| \| \| \| \| \| \| \| \| \| \| \| \| \| \| \| \| \| \| \| \| \| \| \| \| \| \| \| \| \| \| \| \| \| \| \| \| \| \| \| \| \| \| \| \| \| \| 18. Felipe III de España \| \| \| \| \| \| \| \| \| \| \| \| \| \| \| \| \| \| \| \| \| \| \| \| \| \| \| \| \| \| \| \| \| \| \| \| \| \| \| \| \| \| \| \| \| \| \| \| \| \| \| \| \| \| 9. María Ana de Austria y Austria-Estiria \| \| \| \| \| \| \| \| \| \| \| \| \| \| \| \| \| \| \| \| \| \| \| \| \| \| \| \| \| \| \| \| \| \| \| \| \| \| \| \| \| \| \| \| \| \| \| \| \| \| \| \| \| \| 19. Margarita de Austria-Estiria \| \| \| \| \| \| \| \| \| \| \| \| \| \| \| \| \| \| \| \| \| \| \| \| \| \| \| \| \| \| \| \| \| \| \| \| \| \| \| \| \| \| \| \| \| \| \| \| \| \| \| \| \| \| 2. Carlos VI del Sacro Imperio Romano Germánico \| \| \| \| \| \| \| \| \| \| \| \| \| \| \| \| \| \| \| \| \| \| \| \| \| \| \| \| \| \| \| \| \| \| \| \| \| \| \| \| \| \| \| \| \| \| \| \| \| \| \| \| \| \| 20. Wolfgang Guillermo del Palatinado-Neoburgo \| \| \| \| \| \| \| \| \| \| \| \| \| \| \| \| \| \| \| \| \| \| \| \| \| \| \| \| \| \| \| \| \| \| \| \| \| \| \| \| \| \| \| \| \| \| \| \| \| \| \| \| \| \| 10. Felipe Guillermo de Neoburgo \| \| \| \| \| \| \| \| \| \| \| \| \| \| \| \| \| \| \| \| \| \| \| \| \| \| \| \| \| \| \| \| \| \| \| \| \| \| \| \| \| \| \| \| \| \| \| \| \| \| \| \| \| \| 21. Magdalena de Baviera \| \| \| \| \| \| \| \| \| \| \| \| \| \| \| \| \| \| \| \| \| \| \| \| \| \| \| \| \| \| \| \| \| \| \| \| \| \| \| \| \| \| \| \| \| \| \| \| \| \| \| \| \| \| 5. Leonor Magdalena de Palatinado-Neoburgo \| \| \| \| \| \| \| \| \| \| \| \| \| \| \| \| \| \| \| \| \| \| \| \| \| \| \| \| \| \| \| \| \| \| \| \| \| \| \| \| \| \| \| \| \| \| \| \| \| \| \| \| \| \| 22. Jorge II de Hesse-Darmstadt \| \| \| \| \| \| \| \| \| \| \| \| \| \| \| \| \| \| \| \| \| \| \| \| \| \| \| \| \| \| \| \| \| \| \| \| \| \| \| \| \| \| \| \| \| \| \| \| \| \| \| \| \| \| 11. Isabel Amalia de Hesse-Darmstadt \| \| \| \| \| \| \| \| \| \| \| \| \| \| \| \| \| \| \| \| \| \| \| \| \| \| \| \| \| \| \| \| \| \| \| \| \| \| \| \| \| \| \| \| \| \| \| \| \| \| \| \| \| \| 23. Sofía Leonor de Sajonia \| \| \| \| \| \| \| \| \| \| \| \| \| \| \| \| \| \| \| \| \| \| \| \| \| \| \| \| \| \| \| \| \| \| \| \| \| \| \| \| \| \| \| \| \| \| \| \| \| \| \| \| \| \| 1. María Teresa de Austria \| \| \| \| \| \| \| \| \| \| \| \| \| \| \| \| \| \| \| \| \| \| \| \| \| \| \| \| \| \| \| \| \| \| \| \| \| \| \| \| \| \| \| \| \| \| \| \| \| \| \| \| \| \| 24. Augusto de Brunswick-Lüneburgo \| \| \| \| \| \| \| \| \| \| \| \| \| \| \| \| \| \| \| \| \| \| \| \| \| \| \| \| \| \| \| \| \| \| \| \| \| \| \| \| \| \| \| \| \| \| \| \| \| \| \| \| \| \| 12. Antonio Ulrico de Brunswick-Lüneburgo \| \| \| \| \| \| \| \| \| \| \| \| \| \| \| \| \| \| \| \| \| \| \| \| \| \| \| \| \| \| \| \| \| \| \| \| \| \| \| \| \| \| \| \| \| \| \| \| \| \| \| \| \| \| 25. Dorotea de Anhalt-Zerbst \| \| \| \| \| \| \| \| \| \| \| \| \| \| \| \| \| \| \| \| \| \| \| \| \| \| \| \| \| \| \| \| \| \| \| \| \| \| \| \| \| \| \| \| \| \| \| \| \| \| \| \| \| \| 6. Luis Rodolfo de Brunswick-Lüneburgo \| \| \| \| \| \| \| \| \| \| \| \| \| \| \| \| \| \| \| \| \| \| \| \| \| \| \| \| \| \| \| \| \| \| \| \| \| \| \| \| \| \| \| \| \| \| \| \| \| \| \| \| \| \| 26. Federico de Schleswig-Holstein-Sønderburg-Norburg \| \| \| \| \| \| \| \| \| \| \| \| \| \| \| \| \| \| \| \| \| \| \| \| \| \| \| \| \| \| \| \| \| \| \| \| \| \| \| \| \| \| \| \| \| \| \| \| \| \| \| \| \| \| 13. Isabel Juliana de Schleswig-Holstein-Norburg \| \| \| \| \| \| \| \| \| \| \| \| \| \| \| \| \| \| \| \| \| \| \| \| \| \| \| \| \| \| \| \| \| \| \| \| \| \| \| \| \| \| \| \| \| \| \| \| \| \| \| \| \| \| 27. Leonor de Anhalt-Zerbst \| \| \| \| \| \| \| \| \| \| \| \| \| \| \| \| \| \| \| \| \| \| \| \| \| \| \| \| \| \| \| \| \| \| \| \| \| \| \| \| \| \| \| \| \| \| \| \| \| \| \| \| \| \| 3. Isabel Cristina de Brunswick-Wolfenbüttel \| \| \| \| \| \| \| \| \| \| \| \| \| \| \| \| \| \| \| \| \| \| \| \| \| \| \| \| \| \| \| \| \| \| \| \| \| \| \| \| \| \| \| \| \| \| \| \| \| \| \| \| \| \| 28. Joaquín Ernesto de Oettingen-Oettingen \| \| \| \| \| \| \| \| \| \| \| \| \| \| \| \| \| \| \| \| \| \| \| \| \| \| \| \| \| \| \| \| \| \| \| \| \| \| \| \| \| \| \| \| \| \| \| \| \| \| \| \| \| \| 14. Alberto Ernesto I de Öttingen-Öttingen \| \| \| \| \| \| \| \| \| \| \| \| \| \| \| \| \| \| \| \| \| \| \| \| \| \| \| \| \| \| \| \| \| \| \| \| \| \| \| \| \| \| \| \| \| \| \| \| \| \| \| \| \| \| 29. Ana Dorotea de Hohenlohe-Neuenstein \| \| \| \| \| \| \| \| \| \| \| \| \| \| \| \| \| \| \| \| \| \| \| \| \| \| \| \| \| \| \| \| \| \| \| \| \| \| \| \| \| \| \| \| \| \| \| \| \| \| \| \| \| \| 7. Cristina Luisa de Oettingen-Oettingen \| \| \| \| \| \| \| \| \| \| \| \| \| \| \| \| \| \| \| \| \| \| \| \| \| \| \| \| \| \| \| \| \| \| \| \| \| \| \| \| \| \| \| \| \| \| \| \| \| \| \| \| \| \| 30. Eberardo III de Wurtemberg \| \| \| \| \| \| \| \| \| \| \| \| \| \| \| \| \| \| \| \| \| \| \| \| \| \| \| \| \| \| \| \| \| \| \| \| \| \| \| \| \| \| \| \| \| \| \| \| \| \| \| \| \| \| 15. Cristina Federica de Wurtemberg \| \| \| \| \| \| \| \| \| \| \| \| \| \| \| \| \| \| \| \| \| \| \| \| \| \| \| \| \| \| \| \| \| \| \| \| \| \| \| \| \| \| \| \| \| \| \| \| \| \| \| \| \| \| 31. Ana Catalina de Salm-Kyrburg \| \| \| \| \| \| \| \| \| \| \| \| \| \| \| \| \| \| \| \| \| \| \| \| \| \| \| \| \| \| \| \| \| \| \| \| \| \| \| \| \| \| \| \| \| \| \| \| \| \| \| \| |                                                       |  |  |  |  |  |  |  |  |  |  |  |  |  |  |  |
| |                                                       |  |  |  |  |  |  |  |  |  |  |  |  |  |  |  |
| | 16. Fernando II de Habsburgo                          |  |  |  |  |  |  |  |  |  |  |  |  |  |  |  |
| |                                                       |  |  |  |  |  |  |  |  |  |  |  |  |  |  |  |
| |                                                       |  |  |  |  |  |  |  |  |  |  |  |  |  |  |  |
| | 8. Fernando III de Habsburgo                          |  |  |  |  |  |  |  |  |  |  |  |  |  |  |  |
| |                                                       |  |  |  |  |  |  |  |  |  |  |  |  |  |  |  |
| |                                                       |  |  |  |  |  |  |  |  |  |  |  |  |  |  |  |
| | 17. María Ana de Baviera                              |  |  |  |  |  |  |  |  |  |  |  |  |  |  |  |
| |                                                       |  |  |  |  |  |  |  |  |  |  |  |  |  |  |  |
| |                                                       |  |  |  |  |  |  |  |  |  |  |  |  |  |  |  |
| | 4. Leopoldo I de Habsburgo                            |  |  |  |  |  |  |  |  |  |  |  |  |  |  |  |
| |                                                       |  |  |  |  |  |  |  |  |  |  |  |  |  |  |  |
| |                                                       |  |  |  |  |  |  |  |  |  |  |  |  |  |  |  |
| | 18. Felipe III de España                              |  |  |  |  |  |  |  |  |  |  |  |  |  |  |  |
| |                                                       |  |  |  |  |  |  |  |  |  |  |  |  |  |  |  |
| |                                                       |  |  |  |  |  |  |  |  |  |  |  |  |  |  |  |
| | 9. María Ana de Austria y Austria-Estiria             |  |  |  |  |  |  |  |  |  |  |  |  |  |  |  |
| |                                                       |  |  |  |  |  |  |  |  |  |  |  |  |  |  |  |
| |                                                       |  |  |  |  |  |  |  |  |  |  |  |  |  |  |  |
| | 19. Margarita de Austria-Estiria                      |  |  |  |  |  |  |  |  |  |  |  |  |  |  |  |
| |                                                       |  |  |  |  |  |  |  |  |  |  |  |  |  |  |  |
| |                                                       |  |  |  |  |  |  |  |  |  |  |  |  |  |  |  |
| | 2. Carlos VI del Sacro Imperio Romano Germánico       |  |  |  |  |  |  |  |  |  |  |  |  |  |  |  |
| |                                                       |  |  |  |  |  |  |  |  |  |  |  |  |  |  |  |
| |                                                       |  |  |  |  |  |  |  |  |  |  |  |  |  |  |  |
| | 20. Wolfgang Guillermo del Palatinado-Neoburgo        |  |  |  |  |  |  |  |  |  |  |  |  |  |  |  |
| |                                                       |  |  |  |  |  |  |  |  |  |  |  |  |  |  |  |
| |                                                       |  |  |  |  |  |  |  |  |  |  |  |  |  |  |  |
| | 10. Felipe Guillermo de Neoburgo                      |  |  |  |  |  |  |  |  |  |  |  |  |  |  |  |
| |                                                       |  |  |  |  |  |  |  |  |  |  |  |  |  |  |  |
| |                                                       |  |  |  |  |  |  |  |  |  |  |  |  |  |  |  |
| | 21. Magdalena de Baviera                              |  |  |  |  |  |  |  |  |  |  |  |  |  |  |  |
| |                                                       |  |  |  |  |  |  |  |  |  |  |  |  |  |  |  |
| |                                                       |  |  |  |  |  |  |  |  |  |  |  |  |  |  |  |
| | 5. Leonor Magdalena de Palatinado-Neoburgo            |  |  |  |  |  |  |  |  |  |  |  |  |  |  |  |
| |                                                       |  |  |  |  |  |  |  |  |  |  |  |  |  |  |  |
| |                                                       |  |  |  |  |  |  |  |  |  |  |  |  |  |  |  |
| | 22. Jorge II de Hesse-Darmstadt                       |  |  |  |  |  |  |  |  |  |  |  |  |  |  |  |
| |                                                       |  |  |  |  |  |  |  |  |  |  |  |  |  |  |  |
| |                                                       |  |  |  |  |  |  |  |  |  |  |  |  |  |  |  |
| | 11. Isabel Amalia de Hesse-Darmstadt                  |  |  |  |  |  |  |  |  |  |  |  |  |  |  |  |
| |                                                       |  |  |  |  |  |  |  |  |  |  |  |  |  |  |  |
| |                                                       |  |  |  |  |  |  |  |  |  |  |  |  |  |  |  |
| | 23. Sofía Leonor de Sajonia                           |  |  |  |  |  |  |  |  |  |  |  |  |  |  |  |
| |                                                       |  |  |  |  |  |  |  |  |  |  |  |  |  |  |  |
| |                                                       |  |  |  |  |  |  |  |  |  |  |  |  |  |  |  |
| | 1. María Teresa de Austria                            |  |  |  |  |  |  |  |  |  |  |  |  |  |  |  |
| |                                                       |  |  |  |  |  |  |  |  |  |  |  |  |  |  |  |
| |                                                       |  |  |  |  |  |  |  |  |  |  |  |  |  |  |  |
| | 24. Augusto de Brunswick-Lüneburgo                    |  |  |  |  |  |  |  |  |  |  |  |  |  |  |  |
| |                                                       |  |  |  |  |  |  |  |  |  |  |  |  |  |  |  |
| |                                                       |  |  |  |  |  |  |  |  |  |  |  |  |  |  |  |
| | 12. Antonio Ulrico de Brunswick-Lüneburgo             |  |  |  |  |  |  |  |  |  |  |  |  |  |  |  |
| |                                                       |  |  |  |  |  |  |  |  |  |  |  |  |  |  |  |
| |                                                       |  |  |  |  |  |  |  |  |  |  |  |  |  |  |  |
| | 25. Dorotea de Anhalt-Zerbst                          |  |  |  |  |  |  |  |  |  |  |  |  |  |  |  |
| |                                                       |  |  |  |  |  |  |  |  |  |  |  |  |  |  |  |
| |                                                       |  |  |  |  |  |  |  |  |  |  |  |  |  |  |  |
| | 6. Luis Rodolfo de Brunswick-Lüneburgo                |  |  |  |  |  |  |  |  |  |  |  |  |  |  |  |
| |                                                       |  |  |  |  |  |  |  |  |  |  |  |  |  |  |  |
| |                                                       |  |  |  |  |  |  |  |  |  |  |  |  |  |  |  |
| | 26. Federico de Schleswig-Holstein-Sønderburg-Norburg |  |  |  |  |  |  |  |  |  |  |  |  |  |  |  |
| |                                                       |  |  |  |  |  |  |  |  |  |  |  |  |  |  |  |
| |                                                       |  |  |  |  |  |  |  |  |  |  |  |  |  |  |  |
| | 13. Isabel Juliana de Schleswig-Holstein-Norburg      |  |  |  |  |  |  |  |  |  |  |  |  |  |  |  |
| |                                                       |  |  |  |  |  |  |  |  |  |  |  |  |  |  |  |
| |                                                       |  |  |  |  |  |  |  |  |  |  |  |  |  |  |  |
| | 27. Leonor de Anhalt-Zerbst                           |  |  |  |  |  |  |  |  |  |  |  |  |  |  |  |
| |                                                       |  |  |  |  |  |  |  |  |  |  |  |  |  |  |  |
| |                                                       |  |  |  |  |  |  |  |  |  |  |  |  |  |  |  |
| | 3. Isabel Cristina de Brunswick-Wolfenbüttel          |  |  |  |  |  |  |  |  |  |  |  |  |  |  |  |
| |                                                       |  |  |  |  |  |  |  |  |  |  |  |  |  |  |  |
| |                                                       |  |  |  |  |  |  |  |  |  |  |  |  |  |  |  |
| | 28. Joaquín Ernesto de Oettingen-Oettingen            |  |  |  |  |  |  |  |  |  |  |  |  |  |  |  |
| |                                                       |  |  |  |  |  |  |  |  |  |  |  |  |  |  |  |
| |                                                       |  |  |  |  |  |  |  |  |  |  |  |  |  |  |  |
| | 14. Alberto Ernesto I de Öttingen-Öttingen            |  |  |  |  |  |  |  |  |  |  |  |  |  |  |  |
| |                                                       |  |  |  |  |  |  |  |  |  |  |  |  |  |  |  |
| |                                                       |  |  |  |  |  |  |  |  |  |  |  |  |  |  |  |
| | 29. Ana Dorotea de Hohenlohe-Neuenstein               |  |  |  |  |  |  |  |  |  |  |  |  |  |  |  |
| |                                                       |  |  |  |  |  |  |  |  |  |  |  |  |  |  |  |
| |                                                       |  |  |  |  |  |  |  |  |  |  |  |  |  |  |  |
| | 7. Cristina Luisa de Oettingen-Oettingen              |  |  |  |  |  |  |  |  |  |  |  |  |  |  |  |
| |                                                       |  |  |  |  |  |  |  |  |  |  |  |  |  |  |  |
| |                                                       |  |  |  |  |  |  |  |  |  |  |  |  |  |  |  |
| | 30. Eberardo III de Wurtemberg                        |  |  |  |  |  |  |  |  |  |  |  |  |  |  |  |
| |                                                       |  |  |  |  |  |  |  |  |  |  |  |  |  |  |  |
| |                                                       |  |  |  |  |  |  |  |  |  |  |  |  |  |  |  |
| | 15. Cristina Federica de Wurtemberg                   |  |  |  |  |  |  |  |  |  |  |  |  |  |  |  |
| |                                                       |  |  |  |  |  |  |  |  |  |  |  |  |  |  |  |
| |                                                       |  |  |  |  |  |  |  |  |  |  |  |  |  |  |  |
| | 31. Ana Catalina de Salm-Kyrburg                      |  |  |  |  |  |  |  |  |  |  |  |  |  |  |  |
| |                                                       |  |  |  |  |  |  |  |  |  |  |  |  |  |  |  |
| |                                                       |  |  |  |  |  |  |  |  |  |  |  |  |  |  |  |

| Predecesor: Emperador Carlos VI                          | Reina de Hungría, Eslavonia, Croacia y Bohemia archiduquesa de Austria y duquesa de Milán 1740-1780 | Sucesor: Emperador José II |
| Predecesor: Carlos II                                    | duquesa de Parma y Plasencia 1740-1748                                                              | Sucesor: Felipe I          |
| Predecesor: María Amelia de Austria                      | Emperatriz consorte del Sacro Imperio Romano Germánico 1745-1765                                    | Sucesor: Josefa de Baviera |
| Predecesor: Carlos VI del Sacro Imperio Romano Germánico | Soberana de los Países Bajos 1740-1780                                                              | Sucesora: José II          |
| Predecesor: -                                            | Reina de Lodomeria y Galitzia 1772-1780                                                             | Sucesora: José II          |